# 野田順子
野田順子（日语：／ Noda Junko，1971年6月29日—），日本女性配音員、旁白、歌手。自由身。出身於大阪府大阪市。身高163cm。A型血。暱稱。

## 經歷
高中時期立志投入配音界，在學期間因緣從前輩置鮎龍太郎的副導師取得青二塾大阪校的小冊子，畢業之後一面在公司上班、一面在青二塾大阪校上課。青二塾畢業後，正式成為青二Production所屬。2008年4月，離開青二Production，成為自由身，2012年12月作為業務提攜加入TAB Production，2015年1月預留KeKKe Corporation，目前以自由身獨立活動中。
- 1993年4月：作為青二塾大阪校第9期畢業生在青二Production出道[1]。
- 1999年11月：推出首張遊戲主題歌CD。
- 2001年8月：投入LIVE活動。
- 2005年1月：進行自主企劃『TRICK or TREAT』。
- 2008年4月：作為自由身開始獨立活動。
- 2012年12月：作為業務提攜加入TAB Production。
- 2015年1月：預留KeKKe Corporation。

1999年，因出演戀愛遊戲《純愛手札2》第一女主角陽之下光而一舉成名，並因陽之下光角色歌曲的發行而開始歌手事業。現在不僅活躍於配音界，也積極進行LIVE活動。因此她也是配音與歌手身份兼具的實力派配音員。
聲音較中性（F3～C5#），經常出演少年、假小子類角色。一方面她在21歲之前一直居住在家鄉大阪，因此演過操關西腔的角色。而且在《東京喵喵》曾一人分飾二角用大人的聲音演女主角藤原石榴，及用可愛的機器人聲音演R2000（瑪莎）。在這之中，她為人熟悉的代表配音作品還有動畫《MAJOR》系列星野（茂野）桃子、《LAST EXILE》系列的迪奧·艾拉克萊、《電腦線圈》的原川玉子〈玉子姑姑〉、《灰羽連盟》的礫、《數碼寶貝》系列的V仔獸／豆丁獸、《BLEACH》的有澤龍贵&舜櫻、《麻辣教師GTO》的相澤雅、《純情房東俏房客》的紺野美津、《槍與劍》的喬西亞·郎格蘭、《DAN DOH!!》的風間龍二、《極上生徒會》的金城奈奈穗、《OBAN STAR-RACERS》的茉莉／伊娃·韋、《少年陰陽師》的小怪、《Strawberry Panic》的六條深雪、《落語天女》的內藤晶、《SOUL EATER》的美拉·奈古絲、《中華一番！》的少年雷恩、《男女蹺蹺板》的井澤真秀、《ONE PIECE》的達絲琪&少年佛朗基、《名偵探柯南》的本堂瑛祐、《洛克人EXE》系列的冰&色綾惑、《Keroro軍曹》的Karara；遊戲《真·三國無雙》系列&《無雙OROCHI》系列的星彩、《永恆傳說》的巧特。
此外，在野田自身的部分演出作品以和在工作人員字幕中出現。

## 人物
- 喜歡的音樂是「所有音樂劇的音樂」。一方面本人也不喜歡穿裙子，服裝一般以褲子為中心。
- 喜歡的歌手是森川美穗（野田順子歌曲『輝』的作詞人）[3]。
- 儘管以《純愛手札2》女主角陽之下光受到矚目，但是當初野田並沒有被告知會演什麼角色，因此經紀人告知她將擔當的角色並不是陽之下光、而是要角赤井焰（不過赤井焰的最終配音人選是熊井統子）。結果在徵選會的那一天，野田得知有陽之下光和麻生華澄這2位角色的錄音通告，結果陽之下光的人選決定由她擔任[4]。並作為主唱在《純愛手札2》片頭主題曲「勇氣之神/更多！更多！心跳不已'99」和片尾主題曲「能與你相遇」獻出歌聲，並推出了她的第一張單曲CD《勇氣之神》，也是最廣為人知的一首歌。並因角色歌曲的發行而開始了她的歌手事業。
- 除了個人演唱會以外，《純愛手札系列》的SUPER LIVE，以及野田和其他人組成的團體的Live。可說是非常喜歡舉行或參加Live的歌手；她不太喜歡被攝影，因此至今沒有發行任何個人Live的影像商品[5]。

## 組合
歌手活動開始後，野田大多與同事（配音員、歌手）組團。
「Sorrel」
1998年，由1993年都在青二Production出道的同期生野田順子、西川宏美2人，以「彼此相愛」這明理的理由結成。而團名「Sorrel」這個名稱則來自阿比西尼亞貓的棕紅毛色之所命名，是因為2人的聲音和髮色分別代表是野田（紅色）和西川（棕色）。在幾次的迷你LIVE談話中，另一位與野田、西川同在1993年出道的來賓中山沙羅宣布加入Sorrel。並在2005年成為正式成員活動中。
「Tea-Cups」
由（置鮎龍太郎，隊長）、魁（石川英郎）、漣（野田順子）、（尤加奈）、（中山沙羅）、（松谷彼哉）組成的團體。經常參加離線聚會，就在慶祝（野田順子）的生日同時，也加深了彼此成員友誼。目前，由於每為成員的個人行程相當忙碌，因此活動休止。
「Welcome Project [珠乃to珠湖]」
由13個女性組成的神秘團體，活動開始時會說「我希望每個人都能參加活動」。正式名稱是「Welcome Project」。「珠乃to珠湖」是在舉行第2次活動時透過參與者的姓名縮寫而創建的團體名稱。目前，每位成員都在自己的專長領域活動中。
「Bullet 77」
由（野田順子）和（多田光裕，作曲家）組成的神祕團體。曾經唱過動畫《DAN DOH!!》片頭主題曲和片尾主題曲。2004年隨著節目終了停止活動。
「JxJ」
由吉他手瀨上純代表成立，野田擔任主唱，以及跟艾瑞克·馬丁 (MR.BIG,TMG)等國內外著名音樂家的合作而聞名的新音樂團體。2002年從地下樂團活動起家。2005年推出首張完整CD之後，正式登台出道。
「D-Quintet」
由《純愛手札2》共演的前田千亞紀、高野直子、小菅真美、增田由紀與野田共5人組成。積極舉辦LIVE活動。

## 交友關係
- 與同樣是關西出身的松岡由貴和前田千亞紀、《純愛手札2》共演的成員有著不錯的交情。
- 憧憬的女歌手森川美穗2人都是大阪出身，並就讀同一所中學（擔當的班級導師都是同一個人，姊姊跟森川同屆），因此野田和森川2人之所以認識是在提供歌曲作詞時。
- 在野田自身第3張單曲《For Yourself》中，第3曲目『輝 ～I Believe』是由森川美穗作詞，作曲由森川的丈夫KOHJIRO負責，並且為她之後的其它歌曲進行量身訂做。而森川個人認為這是一個雙方機緣之下的命運相逢[6]。

## LIVE活動
- 1999年4月18日，以青二Production所屬藝人在神樂坂由所屬事務所經營的青二音樂館、與同期的西川宏美組成Sorrel結成發表會舉辦演唱會。
  - 嘉賓：私市淳 / 柳瀨夏美 / 中山沙羅（全部都和野田同期）
- 1999年12月5日，於青二音樂館舉辦Sorrel Xmas Live。
  - 嘉賓：中山真奈美 / 前田千亞紀 / 大本真基子
- 為紀念開始個人的歌手活動，2000年11月25日於大阪TB劇場舉辦首張專輯「FLY AWAY」發行紀念的迷你演唱會「故錦飾!?」。
  - 出演者：野田順子、MC / 三章夫（King Records）
- 2001年起，野田將事業重心放在LIVE活動上[1]。

- 巨筒音樂演唱會
  - 2001年4月22日
  - 大阪天保山購物中心
  - 出演者：野田順子
  - 第1場次：14:00 第2場次：17:00 免費入場

- 1st LIVE J.Noda LIVE ～First Flight～
  - 2001年8月25日
  - 東京高田馬場CLUB PHASE
  - 出演者：野田順子
  - 成員：知野芳彥(G) / 齊藤昌人(B) / 河村徹(Dr) / 中道勝彥(Key)
  - 第1場次：OPEN 15:00 / START 15:30 第2場次：OPEN 18:00 / START 18:30

- 巨筒音樂演唱會
  - 2001年10月27日-28日
  - 大阪天保山購物中心
  - 出演者：野田順子 / MC / 三嶋章夫
  - 第1場次：14:00 第2場次：17:00 免費入場

- 2nd LIVE J.Noda LIVE 2001 ～Toughen up！～
  - 2001年11月18日
  - 東京高田馬場CLUB PHASE
  - 出演者：野田順子with樵夫隊（日语：チームきこり） 成員：知野芳彥(G) / 齊藤昌人(B) / 河村徹(Dr) / 中道勝彥(Key) 嘉賓：西川宏美（Sorrel）
  - 第1場次：OPEN 15:00 / START 15:30 第2場次：OPEN 18:00 / START 18:30

- 2nd LIVE J.Noda LIVE 2001 ～Toughen up！～
  - 2001年12月1日
  - 大阪心齋橋缪思劇院
  - 出演者：野田順子with樵夫隊 成員：知野芳彥(G) / 齊藤昌人(B) / 河村徹(Dr) / 中道勝彥(Key)
  - 第1場次：OPEN 15:00 / START 15:30 第2場次：OPEN 18:00 / START 18:30

- 卒業式全員集合!!
  - 2002年2月16日 高田馬場CLUB PHASE
  - 出演者：野田順子 / 前田千亞紀 / 高野直子 / 村井每早 / 小菅真美 / 增田由紀 / 鳥井美沙 / 本井英美 / 田村由香里 / 橘光
  - 第1場次：OPEN 14:00 / START 14:30 第2場次：OPEN 18:00 / START 18:30

- 競演演唱會chocolate mix
  - 2002年5月3日
  - 高田馬場CLUB PHASE
  - 出演者：野田順子 / 阿部隆之(G) 等人 嘉賓：西川宏美

- Sorrel mini LIVE
  - 2002年5月26日
  - 青二音樂館 出演者：Sorrel（野田順子 / 西川宏美）

- Tea-Cups vol.2 ～野田順子的生日派對～
  - 2002年7月7日
  - 高田馬場CLUB PHASE
  - 出演者：野田順子 / 石川英郎 / 中山真奈美 / 尤加奈 / 松谷彼哉 / 置鮎龍太郎
  - 第1場次：OPEN 13:00 / START 14:00 第2場次：OPEN 17:00 / START 18:00

- 3rd LIVE J.Noda LIVE 2002 ～Sparkling Shooting Star～
  - 2002年8月17日
  - 江戶川區綜合區民劇院
  - 出演者：野田順子 成員：知野芳彥(G) / 齊藤昌人(B) / 河村徹(Dr) / 中道勝彥(Key) 嘉賓：前田千亞紀
  - 第1場次：OPEN 13:30 / START 14:30 第2場次：OPEN 17:00 / START 18:00

- TOKIMEKI MEMORIAL SUPER LIVE
  - 2002年10月26日 Zepp TOKYO
  - 出演者：（第1組）金月真美 / 菅原祥子 / 菊池志穗、（第2組）野田順子 / 田村由香里 / 村井美早 / 高野直子 / 前田千亞紀、（第3組）神田朱未 / 川口宰曜子 / 町井美紀 / 片岡千珠 / 皆川純子
  - （2003年3月20日發行演唱會DVD）

- chocolate mix
  - 2002年12月17日
  - 高田馬場CLUB PHASE 出演者：野田順子 / 松崎名央 / mamydrop / 天方直實 成員：知野芳彥(G) / 齊藤昌人(B) / 河村徹(Dr) / 中道勝彥(Key) 嘉賓：前田千亞紀

- 第3張專輯發售紀念 Precious Time ～J.Noda ～ 
  - 2003年2月1日
  - 豐島公會堂
  - 出演者：野田順子(Vo) / 知野芳彥(Ag) / 中道勝彥(Pf)

- A&I Records NIGHTS vol.1
  - 2003年2月1日
  - 下北澤 add cafe
  - 出演者：野田順子 / 多田光裕(Key.)、the ORANGE（kayo、(Key.)）
  - START 21:30

- 花見分 de ～
  - 2003年3月20日
  - 高田馬場CLUB PHASE
  - 出演者：珠乃 to 珠瑚 with MT（橘光 / 前田千亞紀 / 野田順子 / 鳥井美沙 / 田村由香里 / 增田由紀 / 小菅真美 / 本井英美 / 高野直子）
  - 第1場次：OPEN 14:00 / START 14:30 第2場次：OPEN 18:00 / START 18:30

- 夏 ～毎度服Z
  - 2003年7月5日
  - 町田WEST VOX
  - 出演者：石田燿子 / 永野廣一 / RUCA / 野田順子 / （嘉賓）瀧本瞳 / 樂團：MASA(G) / KATSU(B) / Kuma(Dr) / Obaty(Key)

- Tea-Cups Vol.3 ～Tea-Cups 女子部
  - 2003年8月31日
  - 高田馬場CLUB PHASE
  - 出演者：野田順子、松谷彼哉、尤加奈、中山真奈美 嘉賓：石井一孝（日语：石井一孝）

- Vol.2（『夏 ～毎度服Z』第2彈）
  - 2003年11月23日
  - 四谷LIVE GATE TOKYO
  - 出演者：石田燿子 / 瀧本瞳 / 永野廣一 / RUCA/野田順子 / （嘉賓）KAKO / 橋本潮 /  / 樂團：MASA(G) / KATSU(B) / Kuma(Dr) / Obaty(Key)

- - 2003年12月7日
  - 原宿RUIDO
  - 出演者：Soul RED / （MASA(Vo&G) / KATSU(B) / JOSE(Dr) / AKIRA(Key)〈嘉賓〉〈15JAM〉、野田順子）
  - OPEN 12:00 / START 12:30

- 純愛手札 Super Live II
  - 2003年12月13日 中野太陽廣場
  - 出演者：（第1組）金月真美 / 菅原祥子 / 黑崎彩子 / 中友子 / 菊池志穗、（第2組）野田順子 / 村井每早 / 田村由香里 / 高野直子 / 前田千亞紀 / 橘光 / 鳥井美沙 / 小菅真美 / 山田美穗、（第3組）神田朱未 / 皆川純子 / 町井美紀 / 安田未央
  - （2004年9月25日發行演唱會DVD）

- 金月真美主辦的跨年活動「Goldream vol.3 倒數計時」
  - 2003年12月31日 駒場東大前 開演 23:00 結束 2004年1月1日6:30
  - 出演者：金月真美（嘉賓） / 五十嵐麗 / 笹木綾子 / 中友子 / 黑崎彩子 / 吉木久美子 / 速水獎 / 野田順子 / 神田朱未 / 有島Moyu / 秋山久美 / 皆川純子 / 草尾毅 / 三重野瞳 / 高井萌（主持人）MIDI

- 4th LIVE J.Noda LIVE 2004 ～Here and There～
  - 2004年2月14日
  - 新橋養樂多劇院
  - 出演者：野田順子with樵夫隊 成員：知野芳彥(G) / 齊藤昌人(B) / 河村徹(Dr) / 中道勝彥(Key)
  - 第1場次：OPEN：13:30 / START：14:00 第2場次：OPEN：17:30 / START：18:00

- A&I Records NIGHTS vol.4
  - 2004年2月23日
  - 涉谷 RUIDO K2
  - 出演者： / Nostalgic-Scopes / 狂 / 美吉田月 / AMAZORA / Bullet 77（(Vo) / (Key.)）
  - OPEN 18:00 / START 18:30

- ！ ～MASA'S Birthday LIVE!!!～
  - 2004年5月24日
  - 原宿 RUIDO
  - 出演者：VUMMIES Chair / Remings / The Blain Street Ahead / 子 / （MASA(Vo.&G.) / KATSU(B.)、 / JOSE(Dr.) / AKIRA(Key.) / （嘉賓）（RUIDO） / 秋山英惠（RUIDO） / 丸山正剛（VoThM） /  / 重村 / 坂崎 / 野田順子）
  - OPEN：17:30 / START：18:00

- Bullet 77 LIVE ～Going on！～
  - 2004年5月27日
  - 表參道 FAB
  - 出演者：Bullet 77（(Vo) / (Key) / 伊東(G) 等人）
  - OPEN 18:30 / START 19:00

- Bullet 77 LIVE ～Believe in love～
  - 2004年8月1日
  - 表參道FAB
  - 出演者：Bullet 77（(Vo) / (Key) / 伊東(G) 等人）
  - OPEN 18:30 / START 19:00

- 心跳夏日祭 2004
  - 2004年8月29日
  - 中野太陽廣場
  - 出演者：野田順子 / 小菅真美 / 鳥井美沙 / 高野直子 / 橘光 / 前田千亞紀 / 田村由香里 / 村井每早 / 山田美穗 / 增田由紀 / 本井英美 / 野村真弓 / 熊井統子
  - OPEN 16:00 / START 17:00

- TRICK or TREAT vol.1 -笑門福！新春 TALK LIVE-
  - 2005年1月10日
  - SHIBUYA RUIDO k2
  - 出演者：野田順子 嘉賓：西川宏美 / 中山真奈美
  - 第1場次：OPEN 15:30 / START 16:00 第2場次：OPEN 18:30 / START 19:00

- ～新潟中越地震被災者支援～
  - 2005年1月21日
  - HARAJYUKU RUIDO
  - 出演者： / THE MONGOLIAN CHOP / （MASA(Vo&G)、KATSU(B)、JOSE(Dr)、AKIRA(Key) / （嘉賓）串田晃 / 影山浩宣 / 丸山正剛 / 稻屋浩 / 野田順子 / 平石一美 / 草野薰 / manami）
  - OPEN 17:30 / START 18:00

- TRICK or TREAT vol.2 Nodajun TALK LIVE ～祝☆34週年！～
  - 2005年6月26日
  - SHIBUYA PLUG
  - 出演者：野田順子 嘉賓：倉田雅世 / 高木禮子 / 雪野五月
  - OPEN 13:30 / START 14:00

- 曾我泰久 & actors-music.com「Dear Friend in Summer」
  - 2005年8月14日
  - 南青山MANDALA
  - 出演者：曾我泰久 / 土居裕子 / 藤原理惠 / 野田順子 / 西村直人 / Tekkan / 首藤健祐 / 並木法子（只在第1場次出席） / 小西康久（只在第2場次出席） / （只在第2場次出席）
  - 第1場次：OPEN 13:00 / START 14:00 第2場次：OPEN 17:30 / START 18:30

- 5th LIVE J.Noda LIVE 2005 ～Step by Step～
  - 2005年8月20日
  - 原宿Astro Hall
  - 出演者：野田順子with樵夫隊 成員：野田順子(Vo) / 知野芳彥(G) / 齊藤昌人(B) / 河村徹(Dr) / 中道勝彥(Key.)
  - 第1場次：OPEN 13:30 / START 14:00 第2場次：OPEN 17:30 / START 18:00

- TRICK or TREAT vol.3 Nodajun TALK LIVE ～故錦飾·3～
  - 2005年10月29日
  - 大阪江坂
  - 出演者：野田順子 / 松岡由貴 / （神秘嘉賓）清水香里
  - 第1場次：OPEN 13:30 / START 14:00 第2場次：OPEN 17:30 / START 18:00

- 清水香里感謝
  - 2005年11月20日
  - 惠比壽Switch
  - 出演者：清水香里 / 野田順子 / （神秘嘉賓）松岡由貴
  - OPEN 12:00 / START 12:30

- 純愛手札 Super Live‘forever’,COUNTDOWN 2006 ～Here Comes Tokimeki ONLINE！～
  - 2005年12月31日
  - 新宿東京厚生年金會館大劇院
  - 出演者：（1組）金月真美 / 菅原祥子 / 菊池志穗 / 黑崎彩子 / 中友子 / 笹木綾子 / 關根明子、（2組）野田順子 / 高野直子 / 小菅真美 / 前田千亞紀 / 橘光、（3組）神田朱未 / 皆川純子 / 町井美紀 / 安田未央 / 川口宰曜子 / 服部加奈子 / 片岡千珠 / 橋本涼子 嘉賓：（ON LINE）牧島有希 / 中尾良平
  - OPEN 19:00 / START 20:00
  - （2006年3月24日發行演唱會DVD）

- kaoryclub presents
  - 2006年3月19日
  - 涉谷Take Off 7
  - 出演者：清水香里 / 野田順子 / 松岡由貴
  - START 19:00

- TRICK or TREAT vol.4 Nodajun ACOUSTIC LIVE ～納涼祭～
  - 2006年7月15日
  - 原宿 Blue Jay Way
  - 出演者：野田順子 / 中道勝彥(Pf)
  - OPEN 17:30 / START 18:00

- Peach Taste
  - 2006年8月5日
  - 橫濱關內BAYSIS
  - 出演者：野田一家（NODA(Vo) / ABE(G) / KATSU(B) / JOSE(Dr)） /  / 電 / 
  - START 18:30

- TRICK or TREAT vol.5 野田一家 LIVE ～再上！～
  - 2006年11月12日
  - 高田馬場CLUB PHASE
  - 出演者：野田一家（成員：NODA〈第二代〉(Vo) / 若頭(B) / KATSU / 番頭(Dr) / JOSE / 鐵砲玉 / ABE） 嘉賓：Sorrel（西川宏美 / 中山真奈美） / ASKA(Pf)
  - 第1場次：OPEN 13:30 / START 14:00 第2場次：OPEN 17:30 / START 18:00

- 企·年末？！≪男女Shabadabada♂♀≫
  - 2006年12月29日
  - 新宿Music Inn
  - 出演者：野田順子 / 小西康久 / Shabadaband / THE APOLLO BOYZ（曾我泰久 /  / 首藤健祐 / 池田聰 / 草野徹）
  - 第1場次 OPEN 14:30 / START 15:00 第2場次 OPEN 18:30 / START 19:00

- D5 ～What's D-Quintet？
  - 2007年1月21日
  - 高田馬場　CLUB PHASE
  - 出演者：D-Quintet【小菅真美(Dr) / 高野直子(Key) / 野田順子(B) / 前田千亞紀(G) / 增田由紀(Sax)】
  - 午間場次：OPEN：13:30 / START：14:00 晚間場次：OPEN：18:00 / Start：18:30

- 6th LIVE J.NodaLIVE 2007 ～my own self～
  - 2007年2月3日
  - 高田馬場CLUB PHASE
  - 出演者：吾作隊（日语：チームごさく） 成員：野田順子(Vo) / 齊藤昌人(B) / 河村徹(Dr) / 中道勝彥(Key) / 酒井雅仁(G)

- TRICK or TREAT vol.6 Nodajun TALK LIVE ～納涼祭 貳～
  - 2007年7月8日
  - 西新宿 Music Inn
  - 出演者：野田順子 / ASKA(Pf) / 中道勝彥(Key) 嘉賓：石田燿子
  - 第1場次：OPEN：14:30 / START：15:00 第2場次：OPEN18:00 / START：18:30

- 倉田雅世企劃製作公演 nejimakiya presents 「Summer's Reading Theater」
  - 2007年8月17日-19日
  - 銀座小劇場
  - 出演者：倉田雅世 / 雪野五月 / 野田順子 / 水島大宙 / 私市淳 / 田中一成 出演&演出：津久井教生
  - 17日花組：19:00 18日月組：13:00 19日月組：17:00

- THE MATSUBARA WITH TAKATO 祭!!
  - 2007年10月5日
  - 六本木morph-tokyo
  - 出演者：The Matsubara with Takato 成員：松原康治(Vo) / 島田貴斗(Vo) / 雜賀泰行(Dr) / 古谷圭介(B) / 川田俊介(G) / 河合英史(Key) 嘉賓：野田順子
  - OPEN / 18:00 START / 19:00

- D-Quintet 2nd LIVE ～D5 2.01 即使從上面閱讀 或是從下面閱讀
  - 2007年12月8日
  - 半藏門enterbrain公司2F活動會場「WinPa」
  - 出演者：D-Quintet【小菅真美(Dr) / 高野直子(Key) / 野田順子(B) / 前田千亞紀(G) / 增田由紀(Sax)】
  - 午間場次：OPEN：14:30 / START：15:00 夜間場次：OPEN：18:30 / Start：19:00

- 7th LIVE J.Noda LIVE 2008 ～Keep at it～ ＠大阪
  - 2008年1月14日
  - 梅田am HALL
  - 出演者：吾作隊 成員：野田順子(Vo) / 齊藤昌人(B) / 河村徹(Dr) / 中道勝彥(Key) / 酒井雅仁(G) 嘉賓：前田千亞紀
  - 第1場次：OPEN：14:30 / START：15:00 第2場次：OPEN：18:00 / START：18:30

- 7th LIVE J.Noda LIVE 2008 ～Keep at it～ ＠東京
  - 2008年1月20日
  - 高田馬場CLUB PHASE
  - 出演者：吾作隊 成員：野田順子(Vo) / 齊藤昌人(B) / 河村徹(Dr) / 中道勝彥(Key) / 酒井雅仁(G) 嘉賓：前田千亞紀
  - 第1場次：OPEN：14:30 / START：15:00 第2場次：OPEN：18:00 / START：18:30

- feat.F
  - 2008年1月27日
  - 涉谷7th FLOOR
  - 出演者：石田燿子(Vo) / Fuming(Ep.) / 野田順子（只在活動告知登場）
  - 第1場次：OPEN 17:30/START 18:30

- 男女♂♀vol.2
  - 2008年2月17日
  - 吉祥寺 STAR PINE'S CAFE
  - 出演者： 野田順子(Vo) / 小西康久(Sax) / 衛藤浩一(Dr) / 花島英三郎(Tb) / 田之岡三郎(Acc) / 齊藤誠(B) 嘉賓：久本朋子、並木法子、詹姆士小野田(ex.米米CLUB)
  - 開場：18:00 / 開演19:00

- Yoko Ishida & Junko Noda ～LOVE to dp～
  - 2008年3月15日
  - 六本木morph-tokyo
  - 出演者：石田燿子(Vo) / 野田順子(Vo) / Fuming(Ep.) / 河本慎一(Key)
  - 第1場次：OPEN 14:00 / START 14:30 第2場次：OPEN 17:30 / START 18:00

- TRICK or TREAT vol.7 Nodajun TALK LIVE ～祝☆誕生祭～
  - 2008年6月29日
  - 高田馬場CLUB PHASE
  - 出演者：野田順子(Vo) / JOSE(Dr) / 阿部隆之(G) / 染川裕紀(B)　嘉賓：石田燿子&愉快的夥伴
  - 第1場次：OPEN：14:30 / START：15:00 第2場次：OPEN：18:00 / START：18:30

- 男女♂♀vol.3 ～編～
  - 2008年7月20日
  - 三軒茶屋GRAPEFRUIT MOON
  - 出演者： 野田順子(Vo) / 小西康久(Sax) / 衛藤浩一(Dr) / 花島英三郎(Tb) / 田之岡三郎(Acc) / 齊藤誠(B) 嘉賓：B.梶野秀樹
  - 開場：18:30 / 開演19:00

- 男女♂♀vol.3 ～編～
  - 2008年7月26日
  - 三軒茶屋GRAPEFRUIT MOON
  - 出演者：出演： 野田順子(Vo) / 小西康久(Sax) / 衛藤浩一(Dr) / 花島英三郎(Tb) / 田之岡三郎(Acc) / 齊藤誠(B) / Rey(G) 嘉賓：野村義男(G)
  - 開場：18:30 / 開演19:00

- D-Quintet 3rd LIVE ～五人囃子118118 ()～
  - 2008年11月8日
  - 六本木morph-tokyo
  - 出演者：D-Quintet【小菅真美(Dr) / 高野直子(Key) / 野田順子(B) / 前田千亞紀(G) / 增田由紀(Sex)】
  - 午間場次：OPEN：14:00 / START：15:00 晚間場次：OPEN：18:00 / Start：19:00

- 2008
  - 2008年11月9日
  - 涉谷C.C.檸檬劇院
  - 出演者：谷山紀章 / 石川英郎 / 野島健兒 / Suara / 伊藤香奈子 / 野田順子 / 齋賀光希 出演&企劃：小山剛志
  - OPEN：16:30 / START：17:00

- TRICK or TREAT vol.8 Nodajun READING LIVE
  - 2008年11月22日
  - 高田馬場CLUB PHASE
  - 出演者：野田順子 / 吉井隆博(G)
  - 第1場次：OPEN：14:30 / START：15:00 第2場次：OPEN：18:00 / START：18:30

- Sorrel3 Sorrel結成10週年記念TALK LIVE『Sorrel3 ()』
  - 2009年5月3日
  - 六本木morph-tokyo
  - 出演者：Sorrel（野田順子 / 西川宏美 / 中山真奈美） 嘉賓：私市淳
  - 第1場次：OPEN：14:30/START：15:00 第2場次：OPEN：18:30 / START：19:00

- D-Quintet 4th LIVE Thank you ～味
  - 2009年7月5日
  - 涉谷J-POP CAFE
  - 出演者：D-Quintet【小菅真美(Dr) / 高野直子(Key) / 野田順子(B) / 前田千亞紀(G) / 增田由紀(Sex)】
  - 午間場次：14:00 open / 15:00 start 晚間場次：18:00 open / 19:00 start

- 石田燿子B.D.企劃「DX feat.F」
  - 2009年10月4日
  - 三軒茶屋GRAPEFRUIT MOON
  - 出演者：石田燿子 / Fuming(Pf) 嘉賓：野田順子

- JAM（日本動畫合作市場）2009
  - 2009年10月15日
  - 秋葉原UDX
  - 出演者：倉田雅世 / 野田順子
  - 商業日 14:30-15:00

- 8th LIVE J.Noda LIVE 2009 10th anniversary ～Sing Away～ 野田順子的CD發片10週年紀念演唱會
  - 2009年11月29日
  - 高田馬場CLUB PHASE
  - 出演者：TEAM COPPEPAN 成員：野田順子(Vo) / 齊藤昌人(B) / 河村徹(Dr) / 酒井雅仁(G) / 岩瀬聰志(Key) 嘉賓：前田千亞紀（只在日間場次出席）
  - 第1場次：OPEN 14:30 / START 15:00 第2場次：OPEN 18:00 / START 18:30

- KAKO瞳
  - 2009年12月9日
  - 三軒茶屋GRAPEFRUIT MOON
  - 出演者：KAKO / 瀧本瞳 / Fuming(Pf) 嘉賓：野田順子

- TRICK or TREAT vol.9 Nodajun TALK&LIVE ～大阪上陸 with COPPEPAN～
  - 2010年2月20日
  - 大阪樟葉Px9 cafe
  - 出演者：野田順子 & TEAM COPPEPAN（齊藤昌人(B) / 河村徹(Dr) / 酒井雅仁(G) / 岩瀬聰志(Key)）
  - 第1場次：OPEN：14:30 / START：15:00 第2場次：OPEN：18:00 / START：18:30

- Yoko Ishida & Junko Noda 「LOVE to dp 2 ～愛歌飲！～」
  - 2010年3月7日
  - 涉谷J−POP CAFE　出演者：石田燿子(Vo) / 野田順子(Vo) / Fuming(Ep)
  - 第1場次：OPEN 13:30 / START 14:30 第2場次：OPEN 17:30 / START 18:30

- Tokyo musicum Station U.S.A PRESENTS THE LIVE FESTA from TOKYO to L.A. VOL.1 ON AIR LIVE
  - 2010年3月17日
  - 新宿Wild Side Tokyo
  - 出演者：shiva / 野田順子（伊東}(G) / 中野正男(Pf)）/ 曉月惠with淺野佑悠輝（SILC set Heaven）
  - OPEN 17:40 / START 18:25

- Fairy Tale
  - 2010年6月13日
  - 上野Qui
  - 出演者：野田順子(Vo) / 瀧本瞳(Vo) / Agnes晶子(Pf)
  - OPEN：18:30 / START：19:00&20:20（無替補場次）

- Reading Live 虹之音
  - 2010年6月26日-27日
  - 吉祥寺 STAR PINE'S CAFE　出演者：松岡由貴 / 野田順子 / 水島大宙 / 木村圓 / 笹川亞矢奈 / 山下亞矢香
  - 26日午間場次：OPEN 14:30 / START 15:30 晚間場次：OPEN 18:30 / START 19:30 27日午間場次：OPEN 11:30 / START 12:30

- TRICK or TREAT vol.10 ～！～
  - 2010年10月31日
  - 南青山MANDALA
  - 出演者：野田順子 / 朗讀嘉賓：大本真基子
  - 第1場次（朗讀）：OPEN 12:00 / START 13:00 第2場次（Live）：OPEN：16:30/START：17:30

- Fairy Tale ～on Christmas day～
  - 2010年12月19日
  - 南青山MANDALA
  - 出演者：野田順子(Vo) / 瀧本瞳(Vo) / 岩瀬聰志(Pf)
  - OPEN：18:30 / START：19:00

- D-Quintet 5th LIVE 勇鐘 ～～
  - 2011年2月5日
  - 高田馬場CLUB PHASE
  - 出演者：D-Quintet【小菅真美(Dr) / 高野直子(Key) / 野田順子(B) / 前田千亞紀(G) / 增田由紀(Sax)】
  - 午間場次：14:00 open / 14:30 start 晚間場次：18:00 open / 18:30 start

- 「未定」
  - 2011年3月5日
  - 新宿SACT
  - 出演者：野田順子(Vo) / 中里真美(Vo) / 山內僑子(Vo) / 雜賀泰行(Dr) / 島田貴斗(B) / 堀崎翔(G) / 瀧田敏廣(Key)
  - OPEN / 19:00 START / 19:30

- 三銀祭
  - 2011年4月17日
  - 空間
  - 出演者：再來一碗。（佐野翔子 / 野浪步） / 勅使河原（渡邊一茂 / 武川陽介） / 橋本浩志 嘉賓：佐久田脩 / 野田順子/ （驚喜嘉賓）金丸淳一
  - OPEN / 17:30 START / 18:00

- 倉田雅世&雪野五月B.D「&☆」
  - 2011年5月22日
  - 下北澤風知空知
  - 出演者：倉田雅世 / 雪野五月 嘉賓：野田順子 / 高木禮子 / 檜山修之 / 田中一成 / 谷口悟朗 / 松浦有希
  - OPEN / 16:00 START / 17:00

- Nodajun Birthday Night
  - 2011年6月29日
  - 六本木BeeHive
  - 出演者：野田順子
  - OPEN：18:30 / START：19:30

- 歌萌紙芝居「！夏祭2011」
  - 2011年8月20日
  - 秋葉原Goodman
  - 出演者：倉田雅世 / 真田麻美 / 野田順子 / 櫻咲千依 / 須田勝也 / 中村真奈美（新人） / 菅綾香（新人） /  / 塾組
  - 午間場次：12:30 open / 13:00 start 晚間場次：16:30 open / 17:00 start

- 怪 ～4肆～
  - 2011年9月1日-4日
  - 江戶川區鹿骨真言宗豐山派元結不動密藏院
  - 出演者：茶風林、肘岡拓朗 / 市原朋彥 / 白岩和真 / 武虎 / 大熊祐我 / 水落幸子 / 持月玲依 / 岩崎愛 / 佐藤香織 / 野田順子 / 伊藤美紀（2.3.4日場次） / 真田麻美（1、4日場次） / 恆松步（1、4日場次） / 寺島拓篤（2、3日場次）
  - 1日-2日 OPEN / 18:30 START / 19:00 3日 午間場次 OPEN / 13:30 START / 14:00 晚間場次 OPEN / 17:30 START / 18:00 4日 OPEN / 17:30 START / 18:00

- 米澤圓主辦「Venus Voice GIG」
  - 2011年10月16日
  - 涉谷GUILTY　出演者：米澤圓 / 野田順子 / 藤東知夏 / 井上奈奈 / 庄子裕衣

- PEACE$TONE
  - 2011年11月20日
  - Shibuya Milkyway
  - 出演者：PEACE$TONE / 上野 / 大谷雅惠 /  / 野田順子&野田一家2（JOSE(Dr)、ABE〈阿部隆之〉(G)、SOME〈染川裕紀〉(B)） / Aell / MC / 大入袋舞
  - OPEN：17:30 / START：18:00

- Fairy Tale ～on Christmas day～ Twice
  - 2011年12月3日
  - 下北澤MANDALA Slow喜劇工廠
  - 出演者：瀧本瞳 / 野田順子 / 大森龍司(Key)
  - OPEN：18:30 / START：19:00

- YOU&ME ～☆～ vol.24 
  - 2011年12月23日
  - 大阪樟葉Px9 cafe　出演者：Csli / 山口滿里奈 / Rina。 / SKETCH / Mary Angel / 野田順子
  - OPEN：12:00 / START：12:30

- Nodajun Birthday Party 2012
  - 2012年6月30日
  - 高田馬場CLUB PHASE
  - 出演者：TEAM COPPEPAN（野田順子(Vo) / 齊藤昌人 (B) 河村徹(Dr) / 酒井雅仁(G) / 岩瀬聰志(Key)） 嘉賓：前田千亞紀
  - 第1場次：OPEN 14:30 / START 15:00 第2場次：OPEN 18:00 / START 18:30

- Fairy Tale vol.4 ～on summer day〜
  - 2012年8月25日
  - 江古田Marky
  - 出演者：瀧本瞳、野田順子 / 岩瀬聰志(Key)
  - OPEN 18:00 / START 18:30

- 秋日 京音×京演×京POP LIVE
  - 2012年9月29日
  - 京都圓山公園音樂堂
  - 出演者：秋人 / 池田聰 / 中西圭三 / 花＊花 / 野田順子 / 岩男潤子 / 妃月洋子 / 宮城衛 / 關西VOJA
  - OPEN 14:00 / START 15:00

- 神樂月之歌
  - 2012年11月18日
  - 江古田Marky
  - 出演者：野田順子&吉井隆博(Ag) / 宍戶留美
  - OPEN 18:00 / START 18:30

- D-Quintet 番外篇 ～和媽媽們一起♪～
  - 2012年12月22日
  - 下北澤Com.Cafe音倉
  - 出演者：D-Quintet【小菅真美(Dr) / 高野直子(Key) / 野田順子(B) / 前田千亞紀(G) / 增田由紀(Sax)】
  - 12:00 open / 13:00 start

- Fairy Tale vol.5 ～on spring day～
  - 2013年3月20日
  - 江古田Marky
  - 出演者：瀧本瞳 / 野田順子 / 岩瀨聰志(Key)
  - OPEN 17:00 / START 17:30

- 東京音協創立50週年紀念活動「遊戲音樂 回饋演唱會」Game Music Special Week ＠SHIBUYA
  - 2013年8月3日
  - 涉谷公會堂
  - 出演者：［8/3出演樂團］古川元亮 / 葉山宏治&Brothers / Blind Spot（S.S.T.Band）、［8/3特別嘉賓歌手］金月真美 / 野田順子、［特別脫口秀］高橋利幸（高橋名人）、［總主持人］藤田、［助理主持人］持月玲依、［大廳主持人］大久保雅也 / 、［宣傳女郎］加藤遙
  - OPEN 12:45 / START 13:30

- 第一回倉祭
  - 2013年10月13日
  - 鎌倉宮（大塔宮）薪能特設舞台
  - 出演者：井上公平（篠笛） / 丸山力巨(G) / 牧野龍太郎(Vo) / 林正樹(P) / 德澤青弦(Cello) / 田中邦和(Sax) / 小沼洋介(G) / KAI PETITE(G) / 土岐麻子(Vo) with All Stars（※出演順）、導覽人：野田順子 / 牧野龍太郎
  - Opning Act：鎌倉市立開第二中學校吹奏樂部 OPEN 16:00 / START 17:00

- Nodajun LIVE 2013 ～Debut 20th Anniversary～
  - 2013年10月19日
  - 高田馬場CLUB PHASE
  - 出演者：野田順子 & TEAM COPPEPAN（齊藤昌人(B) / 河村徹(Dr) / 酒井雅仁(G) / 岩瀬聡志(Key)） 嘉賓：前田千亞紀
  - 第一部：OPEN 14:30 / START 15:00 第二部：OPEN 18:00 / START 18:30

- 即興芝居第35回是的，謝謝！『野田順子出道20週年特別紀念、泰森大屋的是的，謝謝！拝啓☆鶴瓶 with 』
  - 2013年11月24日
  - 新代田鯛Cafe
  - 出演者：泰森大屋×嶋村實(pf)×野田順子
  - 午間場次＊音樂劇風Sujinashi：OPEN 14:30 / START 15:00 晚間場次＊文學風Sujinashi：OPEN 18:00 / START 18:30

- Sister MAYO with presents『魔女子 Vol.6』
  - 2014年3月1日
  - 涉谷 The GAME
  - 出演者：Sister MAYO with  /  / 木下 / 三姿舞 / 野田順子
  - OPEN 17:30 / START 18:00

- 遊戲音樂DJ活動
  - 2014年5月10日
  - 中野heavysick ZERO
  - 出演者：（嘉賓）野田順子
  - START 15:00 / END 21:00

- 駒澤LIVE HOUSE『STRAWBERRY FIELDS』presents!! 閱讀劇場『STAR★TREC vol.1』
  - 2014年8月20日
  - 駒澤STRAWBERRY FIELDS
  - 出演者：野田順子 / 櫻井瑞穗 / 古田惠 / 鈴山未彩 / 黑岩希未代 / 平野貴之 / 樋口一樹 / 藤井航平 / 小島督弘 演出：野田順子 製作統括：直井秀樹（Bremen）
  - OPEN 18:00 / START 19:00

- Fairy Tale vol.6 ～Advent～
  - 2014年11月22日
  - 江古田Marky
  - 出演者：瀧本瞳 / 野田順子 / 高野直子(Key)[注 1]
  - OPEN 18:00 / START 18:30

- TRICK or TREAT vol.11 Nodajun TALK&LIVE ～fifty-fifty～
  - 2015年5月2日
  - 江古田Marky
  - 出演者：野田順子 嘉賓：瀧本瞳 / 前田千亞紀
  - OPEN 18:00 / START 18:30

- TRICK or TREAT vol.12
  - 2016年2月13日
  - 新代田鯛Cafe
  - 出演者：野田順子×嶋村(Pf)
  - 第1場次：OPEN 14:30 / START 15:00 第2場次：OPEN 18:00 / START 18:30

- 23th2016（「環境」）
  - 2016年6月5日
  - 京丹後市網野町琴引濱特設會場
  - 出演者：秋人 / 池田聰 / ACE / 中野督夫 / 野田順子 / 和太鼓咚 / Hula Lehua / 花生
  - START 12:00（活動從9:00開始）

- 『祭2016』 ～加賀八郎LIVE vol.3～
  - 2016年7月2日
  - 下北沢ReG
  - 出演者：綾和也 / 池澤理美、江川 / 江崎哲朗 / 衛藤浩一 / 奧澤明雄 / 鍵山稔 / 岸本一遥 / 首藤晃志 / 須貝直人 / 須藤祐 / 千葉”團長”孝 / 寺內茂 / 野口”JABBA”久和 / 長谷川友二 /  / Funky末吉 / 三井雅弘 / 武藤富士雄 / 山際祥子 / 吉田宏治 / 和佐田達彥（五十音順）…and more…
  - OPEN 18:30 / START 19:00

- ？
  - 2016年7月18日
  - 江戶川橋繪空箱
  - 出演者：木部佳菜繪 / 志藤彩那 / 野田順子
  - 第1場次：OPEN 15:45 / START 16:00 第2場次：OPEN 18:15 / START 18:30

- Fairy Tale vol.7 ～Everlasting～
  - 2016年12月24日
  - 下北澤Com.Cafe音倉
  - 出演者：瀧本瞳 / 野田順子 / 嶋村實(Pf)
  - OPEN 12:30 / START 13:00

- ☆☆D-Quintet 6th LIVE☆☆ 五人囃子百花繚亂presents 『15週年雖然過去了，但還是要來慶祝一下SHOW！』
  - 2017年3月11日
  - 惠比壽天窗.switch
  - 出演者：D-Quintet【小菅真美(Dr) / 高野直子(Key) / 野田順子(B) / 前田千亞紀(G) / 增田由紀(Sax)】 嘉賓：本井英美 / 私市淳
  - 午間場次：OPEN 14:30 / START 15:00 晚間場次：OPEN 18:00 / START 18:30

- So.So.Song
  - 2017年4月23日
  - 大阪大正LIVE & Cafe and Bar Hitohira
  - 出演者：西岡健(Pf、Key) / 野田順子(Vo)
  - OPEN 18:00 / START 19:00

- 24th2017 ～貴方拾入場券～「20年目。 ～重油事故～」
  - 2017年6月4日
  - 京丹後市網野町琴引濱特設會場
  - 出演者：秋人 / 池田聰 / ACE / 中野督夫 / 錬金術師 / 野田順子 / 山元智 from Kissaquo / 和太鼓咚 / Hula Lehua / 京都府警 / 花生
  - START 12:00（活動從9:00開始）

- 朗讀&Talk Live 倉田雅世&雪野五月「&☆2」夜:回
  - 2017年7月15日
  - 下北澤Com.Cafe音倉
  - 出演者：倉田雅世 / 雪野五月 嘉賓：野田順子
  - OPEN 17:30 / START 18:00

- TRICK or TREAT vol.13 ～petit～
  - 2017年10月22日
  - 南阿佐谷Bar BROCK
  - 出演者：野田順子
  - OPEN：16:30 / START：17:00

- 秋人&野田順子
  - 2017年11月12日
  - 尼崎市園田
  - 出演者：秋人、野田順子 with 西岡健(Key)
  - OPEN：16:30 / START：17:00

- ☆☆☆D-Quintet 7th LIVE☆☆☆ 『京橋！D5♪』
  - 2017年12月9日
  - 大阪京橋LIVE HOUSE ARC
  - 出演者：D-Quintet【小菅真美(Dr) / 高野直子(Key) / 野田順子(B) / 前田千亞紀(G) / 增田由紀(Sax)】
  - 午間場次：OPEN：14:30 / START：15:00 晚間場次：OPEN：18:00 / Start：18:30

- 怪 ～拾～
  - 2018年3月28日-4月2日 江戶川區鹿骨真言宗豐山派元結不動密藏院
  - 出演：茶風林（28-29、31-2） / 伊藤美紀（29-1午間） / 大本真基子（28、31） / 岡田康平、小笠原早紀（28-29、31晚間） / 北川里奈（1） / 近藤隆（31） / 志乃宮風子（31午間、1晚間） / 清水愛（31午間、1晚間） / 武虎（28、31-2） / 恆松步（1-2） / 鶴岡聰、中原麻衣（30-31午間） / 野田順子（28-29） / 能登麻美子（1） / 肘岡拓朗、藤東知夏（30、1-2） / 水落幸子（28-29、31晚間-1午間、2） / 山崎和佳奈（28-29、31晚間、2） / 渡谷美帆（31、1晚間）（50音順）
  - 28日-30日 OPEN / 18:30 START / 19:00 31-1午間場次 OPEN / 12:30 START / 13:00 晚間場次 OPEN / 17:30 START / 18:00 2日 OPEN / 17:30 START / 18:00
- Fairy Tale vol.8 ～Princess' time～
  - 2018年5月13日 下北澤Com.Cafe音倉 出演：瀧本瞳、野田順子、嶋村實(pf)、嘉賓：大畠英人(Ten)、福田牧子(Vn) OPEN 17:30 / START 18:00

- 25th2018 Save the Earth!! ～地球救～ 「貴方拾入場！」
  - 2018年6月3日 京丹後市網野町 琴引濱特設会場 出演：秋人、ACE、鍊金術士、山元智from、野田順子、和太鼓DON、Hula Lehua、parteporte、花生（主持人） START 13:00（活動開始9:00～）

- Summer  Live！Do You KYOTO？
  - 2018年7月13日 Zest御池 河原町廣場 出演：平山由紀、秋人、野田順子、舞、古賀智子（主持人） START 15:00（活動開始12:00～）

- 和田光司 三回忌追悼LIVE「永遠的不死蝶」 －We Love DiGiMONMUSiC－ ［第2部］
  - 2018年8月30日 Zepp Tokyo 出演：宮﨑步、AiM、Hassy、WILD CHILD BOUND as 藤重政孝、Sammy、IKUO、yukiko（MiyuMiyu）、PSYCHIC LOVER、田光誠（The PERMANENTS）、木村茉友子 with UZA、渡部、千綿偉功、太田美知彥 特別嘉賓：野田順子、高橋直純 START 19:00

- Nodajun Debut 25th Anniversary Acoustic LIVE ～簡稱NDAA～
  - 2018年9月23日 江古田Marky 出演：野田順子、福田牧子(Vn)、石渡裕貴(E.Pf.)、嘉賓：瀧本瞳 OPEN 16:00 / START 16:30

- 26th2019 Save the Earth!! ～地球救～「貴方拾入場！」
  - 2019年6月2日 京丹後市網野町 琴引濱特設會場 出演：秋人、ACE、鍊金術士、野田順子、Happy3days、和太鼓DON、HulaLefua、parteporte、ㄒ START 13:00（活動開始9:00～）

## 演出
粗體字表示主要角色。

### 電視動畫
1994年
- 劍勇傳說YAIBA（女子）[注 2]
- 足球風雲（女子）
- 小小男子漢（女大學生、女大學生A）
- 橘子醬男孩（女學生A、女學生B）

1995年
- 齊天烈大百科（男孩子）
- 空想科學世界（小時候的傑特）
- 近所物語（1995～1996，女學生、男孩子、女孩子）
- 灌籃高手（女學生）
- 動畫世界的童話（日语：世界名作童話シリーズ ワ〜ォ!メルヘン王国）（人魚公主的姊姊們）
- 酷媽寶貝蛋（綾小路一〈第2代〉）
- 羅密歐的藍天（男孩子、露琪安娜）

1996年
- 鬼太郎 (第4作)（弟、小孩、小孩A、小孩B、筒井直也、小孩B、麻美、兄、剛的母親、子河童、女性強盗、進之介、女孩子A、真奈美、男孩子）
- 秀逗魔導士NEXT（米旺）
- 櫻桃小丸子 (第2期)（美雪）
- 美少女戰士Sailor Stars（少年）
- 名犬萊西（瑪麗娜、瑪麗）
- 無家可歸的孩子蕾米（男孩子）

1997年
- 靈異教師神眉（忘田多郎）
- 天才小魚郎（1997～1998，優、選手C）2系列
- 中華一番！（雷恩〈幼年、少年時期〉）
- 超魔神英雄傳
- 烈火之炎（最澄、犬子、崩）

1998年
- 男女蹺蹺板（井澤真秀、洋之〈幼年時期〉）
- 青澀之戀（唯）
- 怪博士與機器娃娃 (1997年版)（美女、少年千兵衛）
- 聖路美娜女學院（日语：聖ルミナス女学院）（學生D）
- 快傑蒸氣偵探團 TV ANIMATION SERIES（蕭）
- 超速搖搖（少年、木村貝索）
- 爆走兄弟Let's & Go!! MAX（服部龍平）
- 魔術士歐菲（哈帝亞〈少年時期〉）
- 遊☆戲☆王（小孩A、小學生）
- 羅德斯島戰記 -英雄騎士傳-（厄丁、蒂德莉特（日语：ディードリット）〈第2代〉）
- 失落的宇宙（斯坦）

1999年
- 極道君漫遊記（日语：ゴクドーくん漫遊記）（女神）
- 扎克和安妮的冒険（安妮）
- 機械女神J to X（小峰）
- 麻辣教師GTO（1999～2000，相澤雅[7]、女、護士、女子、女學生）

2000年
- 大嘴鳥（田中的女兒）
- 格鬥小霸王（露西）
- 幽浮寶貝（夜星流）
- 數碼寶貝大冒險02（2000～2001，V仔獸／豆丁獸／芝高獸／烈焰獸／雷龍獸／金甲龍獸／XV仔獸／機甲龍獸／帝皇龍甲獸、倉田惠子、三兄弟次男）
- BOYS BE…（鷹野水木）
- 純情房東俏房客（2000～2001，紺野美津[8][9][10]）1系列+特別篇2作品
- ONE PIECE（2000～2010，達絲琪[11]、卡巴、佛朗基〈少年時期〉、哈爾達[12]）

2001年
- 犬夜叉（末吉）
- 銀河五虎將 FRACTIONS OF THE EARTH（日语：ガイスターズ FRACTIONS OF THE EARTH）（少年丁）
- 熱帶雨林的爆笑生活（乘務員）
- 最喜歡！布布恰恰
- 野野子（日语：ののちゃん）（2001～2002，菊池久彥、近藤老師）

2002年
- 阿倍野橋魔法商店街（山本銀）
- 犬夜叉（阿文）
- 十二國記（幼少時期的卓、女仙）
- 東京地底奇兵（莎爾瑪·魯威斯[13]）
- 東京喵喵（2002～2003，藤原石榴／石榴貓貓、瑪莎）
- 灰羽連盟（礫）
- 洛克人EXE（2002～2006，冰人[14]、色綾惑[14]、女僕D）5系列

2003年
- 高機動幻想 ～嶄新之行軍歌～（日语：ガンパレード・マーチ 〜新たなる行軍歌〜）（加藤祭）
- 偵探學園Q（由利繪／Miss Yurie、高村渚、本田圭子、護士）
- 驚爆危機？校園篇（日向柾民）
- 愛的魔法（伊庭薰）
- 闇與帽子與書的旅人（萊姆羅·萊恩）
- 魔法咪路咪路（可洛洛）
- LAST EXILE（迪奧·艾拉克萊[15]）

2004年
- 金肉人II世 ULTIMATE MUSCLE（2004～2006，潔奎琳·馬蘇爾、摩天樓〈幼年時期〉* 金肉人II世 ULTIMATE MUSCLE2）2系列
- 最遊記RELOAD GUNLOCK（大河）
- DAN DOH!!（日语：DAN DOH!!）（風間龍二、岩崎千春、丹特的母親）
- 爆裂天使（小孩A、女士B）
- 光與水的女神（米麗）
- BLEACH（2004～2012，有澤龍贵、舜櫻）
- MEZZO（日语：MEZZO -メゾ-）（朝倉麻杏、M-ANON9993）
- 馳風競艇王、馳風競艇王V（日语：モンキーターン (漫画)）（生方澄）
- 名偵探柯南（2004～2008，沼田女警〈初代〉、三井圭一、本堂瑛祐）
- MONSTER（弗里茲、米哈爾、小孩C）
- MAJOR 1st season（2004～2005，星野桃子／茂野桃子、澤村的朋友）6系列

2005年
- 英國戀物語艾瑪（年輕時的凱莉·史東納）
- 槍與劍（喬西亞·郎格蘭）
- Keroro軍曹（Karara（日语：カララ））
- 極上生徒會（金城奈奈穗）
- 數碼寶貝X進化（金甲龍獸）
- 黏黏妖美少女（楠由良良）

2006年
- 黑輪君（日语：おでんくん）（一郎）
- 奧本星車手（日语：オーバン・スターレーサーズ）（2006～2007，茉莉／伊娃·韋）
- 天使心（福留裕司〈幼少時期〉）
- 蠟筆小新（2006～2017，記者、劍助、惠、姐姐）
- 少年陰陽師（2006～2007，小怪[16]）
- Strawberry Panic（六條深雪）
- 我的裘可妹妹（石田翔子）
- Fate/stay night（衛宮士郎〈幼少時期〉）
- BLOOD+（圖書管理員）
- 怪醫黑傑克21（修·摩根）
- Project BLUE 地球SOS（日语：Project BLUE 地球SOS）（記者）
- 落語天女（內藤晶[17]）
- 聲優白皮書（新庄晶）
- xxxHOLiC（百合）

2007年
- 我愛美樂蒂：轉轉旋律魔法牌（悟）
- 鋼鐵神吉克（柳生充子）
- 飛天小女警Z（隼人）
- 奔向地球（少年、男學生）
- 電腦線圈（原川玉子〈玉子姑姑〉[18]）
- 真仙魔大戰（正太）

2008年
- 淘氣小親親（小伸〈木村伸宏〉）
- SOUL EATER（2008～2009，美拉·奈古絲）

2010年
- 侵略！花枝娘（能面超人）

2011年
- GOSICK（茱莉·蓋爾、艾力克斯）
- Suite 光之美少女♪（男孩子）
- 最後流亡 -銀翼的飛夢-（迪奧·艾拉克萊[19]）

2012年
- 交響詩篇艾蕾卡7 AO（酒吧女性）
- 足球騎士（大月櫻）
- 黑魔女學園（大形京）
- Smile 光之美少女！（長靴貓妖精）
- 數碼寶貝合體戰爭 穿越時空的少年獵人們（祥太）
- Fate/Zero 2nd Season（衛宮士郎〈幼少時期〉）

2013年
- （子、美女、龍子）
- 超速變形螺旋傑特（御堂酢尾）
- 美食獵人TORIKO（千輪）

2014年
- 咲-Saki- 全國篇（赤阪郁乃）
- Soul Eater Not！（米拉·奈古絲）
- Fate/stay night [Unlimited Blade Works]（2014～2015，衛宮士郎〈幼少時期〉）

2016年
- 見習神仙精靈（2016～2018，接球呂）

2017年
2018年
- HUG！光之美少女（2018～2019，哈利哈姆·哈利〈倉鼠形態〉[20]）
- （波吉）
- MAJOR 2nd（茂野桃子[21]）
- 妖怪旅館營業中（太一）

2020年
- 咒術迴戰（吉野凪）

2021年
- 哆啦A夢 (2005年版)（雄吉）

### 電影動畫
1998年
- 大盜五右衛門：拯救地球大作戰（日语：アニメがんばれゴエモン）（喵子）

2000年
- 數碼寶貝大冒險3D：數碼大獎賽！（V仔獸）
- 數碼寶貝大冒險02 前篇：數碼獸颶風登陸!!／後篇：超絕進化!!黃金的數碼裝甲（V仔獸）

2001年
- 數碼寶貝大冒險02：超惡魔獸的逆襲（V仔獸）
- 劇場版 金肉人II世（肯助）

2002年
- 6 ANGELS（日语：シックス・エンジェルズ）（泰勒斯可娃）

2005年
- 劇場版 光之美少女 Max Heart（奧瓦爾）

2007年
- ONE PIECE 阿拉巴斯坦戰記 沙漠王女與海賊們（卡巴）
- 福音戰士新劇場版：序（接線員）

2008年
- 劇場版 MAJOR：友情的一球（茂野桃子）

2009年
- 福音戰士新劇場版：破（接線員）

2012年
- 福音戰士新劇場版：Q（接線員）

2016年
- 最後流亡 -銀翼的飛夢- Over The Wishes（迪奧·艾拉克萊）

2017年
- Fate/kaleid liner 魔法少女☆伊莉雅 雪下的誓言（衛宮士郎〈幼少時期〉）

2018年
- 劇場版 光之美少女 Super Stars！（哈利哈姆·哈利〈倉鼠形態〉[22]）
- 劇場版 HUG！光之美少女♡光之美少女 All Stars Memories（哈利哈姆·哈利〈倉鼠形態〉[23]）

2019年
- 劇場版 光之美少女 Miracle Universe（哈利哈姆·哈利〈倉鼠形態〉[24]）
- ONE PIECE STAMPEDE（達絲琪[25]）

2020年
- 數碼寶貝大冒險：最後的進化 絆（V仔獸[26]）
- 劇場版 光之美少女Miracle Leap：與大家的不可思議的一天（日语：映画 プリキュアミラクルリープ みんなとの不思議な1日）（哈利哈姆·哈利〈倉鼠形態〉[27]）

### OVA
1995年
- BE-BOP-HIGHSCHOOL（日语：ビー・バップ・ハイスクール）（女大學生）
- 機械巨神外傳 ～青眼的銀鈴（少年A）

1996年
- 湘南爆走族（吉村）
- 隊（朱莉安娜）

1998年
- 火宵之月 ～秋狂言～（日语：火宵の月）（土御門有匡〈少年時期〉）

2000年
- 伊藤潤二恐怖漫畫驚選集 富江「蛞蝓少女」（利惠）

2001年
- Sheeep（英语：Sheeep）（小秀）
- 夢幻遊戲 -永光傳-（榊真夜）
- 純情房東俏房客（紺野美津）

2002年
- 混沌世代NEXT（日语：ジェネレーションオブカオス）（艾莉露）
- 純情房東俏房客 Again（紺野美津[28]）

2003年
- 名偵探柯南 柯南、平次與失蹤的少年!!（守口智）

2004年
- BLEACH Memories in the rain（有澤龍貴）
- Re:甜心戰士（秋夏子[29]）

2005年
- 麵包超人宇開始吧！ 生活步驟1 元氣百倍！大家的一天（泡泡人）

2007年
- 軟綿綿三國志突刺吧！小呂布子（明日美）

2009年
- 異世界聖機師物語（奧拉·舒利馮）
- ENGAGE（妲己）

2010年
- 裝甲騎兵 幻影篇
- MAJOR（2010～2011，茂野桃子）2作品
- ONE PIECE FILM STRONG WORLD EPISODE:0（卡迪·佛拉姆）

2011年
- OVA World Series 通往夢想的瞬間（茂野桃子）

### 網路動畫
2018年
- 衛宮家今天的餐桌風景（螢塚音子、衛宮士郎〈幼年時期〉）

### 遊戲
1994年
- 摔角天使3（日语：レッスルエンジェルス）（轟炸來島、長谷川美由紀）
- 摔角天使SPECIAL（賈妮絲·克萊爾）

1995年
- 超級炸彈人 瘋狂轟炸W（日语：スーパーボンバーマン ぱにっくボンバーW）
- 東京迷宮（微笑）
- 摔角天使 雙重衝擊（愛爾·多雷格、長谷川美由紀、井上美香）

1996年
- FEDA重製版 ～正義的象徵～（日语：フェーダ）（湯姆·瓦德蘭）

1997年
- 超真實麻雀P7（日语：ススーパーリアル麻雀#スーパーリアル麻雀P7）（朝比奈百合奈）
- Hop Step IDOL☆（田村浩平）
- 鋼鐵天使3（仲瀨惠理、康德爾）
- 惑星攻機隊 Little Cats（軍醫）

1998年
- 英雄志願 ～Gal Act Heroism～（日语：英雄志願）（辛迪）
- OverBlood2（日语：OverBlood）（喬治、奧黛莉、路奇、納維、卡蓮）
- Dancing Blade 任性桃天使！（1998～1999，破竹）2作品
- DeSTReGA（日语：デストレーガ）（雷烏斯）
- 心跳心跳ON AIR（小林勇樹）
- 心動一百（日语：どきどきポヤッチオ）（瑪琳）
- NOON（餓鬼丸）
- 金牌女警2（女警B）
- （伊魯卡、女孩子）
- 武士道之刃貳（日语：ブシドーブレード）（琴村大小姐）
- 遊☆戲☆王 怪獸膠囊 Breed & Battle（日语：遊☆戯☆王デュエルモンスターズ (コンピューターゲーム)）（海馬圭平）

1999年
- 聖少女艦隊Virgin Fleet（日语：聖少女艦隊バージンフリート）（梅見赤人）
- 純愛手札2（陽之下光）
- 塗鴉小子（比旦·歌德漢德）
- （多莉）

2000年
- 永恆傳說（巧特、塞爾修絲）
- 純愛手札2 Substories Dancing Summer Vacation（陽之下光）
- 獸人格鬥3（日语：ブラッディロア）（巴克流）
- 六月守護神（日语：ヘキサムーン・ガーディアンズ）（葦浦彌生）
- 純情房東俏房客 情話綿綿（紺野美津）
- 純情房東俏房客2 ～聖誕特輯～（紺野美津）
- 純情房東俏房客 突然接觸·意外事件（紺野美津）

2001年
- 決戰II（黃月英、虎稚、曹操〈幼年時期〉）
- 召喚夜響曲2
- 世嘉小子 網路專賣版（日语：セガガガ）（瀨賀太郎、大姊姊）
- 數碼寶貝03馴獸師之王 Battle Evolution（V仔獸）
- 純愛手札2 Substories Memories Ringing On（陽之下光）
- 純愛手札2 Substories Leaping School Festival（陽之下光）
- 純愛手札2 對戰方塊（陽之下光）
- From TV animation ONE PIECE 偉大航路之爭！（日语：ONE PIECE グランドバトル!）（達絲琪）
- From TV animation ONE PIECE 飛吧海賊團！（日语：ONE PIECE とびだせ海賊団!）（達絲琪）
- 純情房東俏房客 再展笑顏（紺野美津）
- 俠客遊：大風暴（日语：ルナティックドーン）（Hero）

2002年
- Innocent Tears（日语：Innocent Tears (ゲーム)）（橘美樹、橘真樹）
- 恐怖照片 ～心靈照片奇譚～（日语：コワイシャシン 〜心霊写真奇譚〜）（緋織）
- Surveillance 監視者（日语：サーヴィランス 監視者）（阿曼達·格蕾絲）
- 三國志戰記（孫尚香）
- 混沌世代NEXT（日语：ジェネレーションオブカオス）（艾莉露）
- 東京喵喵 ～大家和一起來服務吧喵～（藤原石榴／石榴猫猫、瑪莎）
- 世界傳奇 魔幻迷宮2（日语：テイルズ オブ ザ ワールド なりきりダンジョン2）
- 幻想傳奇 Vol.1（日语：テイルズ オブ ファンダム Vol.1）（巧特、塞爾修絲）
- 小精靈世界2（日语：パックマンワールド2）
- From TV animation ONE PIECE 偉大航路之爭！2（日语：ONE PIECE グランドバトル! 2）（達絲琪）
- From TV animation ONE PIECE 寶藏之戰！（達絲琪）
- 愛★殺球！（日语：ラブ★スマッシュ!）（吳美齡）
- Reveal Fantasia ～瑪莉艾露路與妖精物語～（日语：リーヴェルファンタジア〜マリエルと妖精物語〜）（阿爾弗雷德）

2003年
- 一擊殺虫!! 小惠惠（小惠惠姊姊〈女主角聲〉）
- 守護天使Guardian Angel（艾絲緹兒·迪萊特）
- 召喚夜響曲3（奧尼比、帕拿希耶）
- 三國志戦記2（孫尚香）
- 信長之野望Online（女性PC3、PC5、PC7）
- 純愛手札2 TYPING（陽之下光）
- From TV animation ONE PIECE Ocean Stream！（達絲琪）
- 愛★殺球！5 ～網球機器人大作亂～（日语：ラブ★スマッシュ!5 〜テニスロボの反乱〜）（吳美齡）
- 純情房東俏房客 豪～華版（紺野美津）
- 洛克人EXE Transmission（冰人）
- ONE PIECE 偉大航路之爭！3（日语：ONE PIECE グランドバトル! 3）（達絲琪）

2004年
- 櫻坂消防隊（朝倉沙耶）
- 新天魔界 渾沌世代IV（艾莉絲）
- 數碼寶貝格鬥編年史（V仔獸）
- 信長之野望Online 飛龍之章（女性PC3、PC5、PC7）
- 真名法典（日语：マグナカルタ (ゲーム)）（卡莉安·羅拉）
- 塗鴉王國2 魔王城之戰（日语：ラクガキ王国）（皮可瑟）
- 烈火之炎 FINAL BURNING（命、密爾克）

2005年
- 極上生徒會（金城奈奈穗）
- 真·三國無雙4（星彩）
- 真·三國無雙4 猛將傳（星彩）
- 時空幻境 魔幻迷宮3（日语：テイルズ オブ ザ ワールド なりきりダンジョン3）
- 天地之門（日语：天地の門）（艾根）
- 洛克人X8（露明尼）
- ONE PIECE 偉大航路之爭！RUSH（日语：ONE PIECE グラバト! RUSH）（達絲琪）

2006年
- 召喚夜響曲4（帕拿希耶）
- 真·三國無雙4 Empires（星彩）
- 信長之野望Online 破天之章（女性PC3、PC5、PC7、PC14、女性NPC2）
- Strawberry Panic（六條深雪）
- 摔角天使 生存者（轟炸來島、柳生美冬）

2007年
- 少年陰陽師『歸天之翼』（小怪）
- 神曲奏界 Memories White
- 真·三國無雙Online（星彩、PC角色熱情派）
- Fate/stay night [Réalta Nua]（螢塚音子）
- BLEACH DS2nd 黑衣閃耀鎮魂歌（有澤龍貴）
- 無雙OROCHI（星彩）

2008年
- 幻想水滸傳 黃道之輪（日语：幻想水滸伝ティアクライス）（亞特利）
- 信長之野望Online 爭霸之章（女性PC3、PC5、PC7、PC14、女性NPC2）
- 無雙OROCHI 蛇魔再臨（星彩）
- 摔角天使 生存者2（轟炸來島、柳生美冬）

2009年
- SOUL EATER 噬魂者 戰鬥共鳴（奈古絲）
- 世界傳奇 閃耀神話2（日语：テイルズ オブ ザ ワールド レディアント マイソロジー2）（巧特）
- 決鬥傳奇（日语：テイルズ オブ バーサス）（巧特）[注 3]
- 無雙OROCHI Z（星彩）

2010年
- 東京鬼祓師 鴉乃杜學園奇譚
- 信長之野望Online 新星之章（女性PC3、PC5、PC7、PC14、女性NPC2）
- ONE PIECE 大決戰！（日语：ONE PIECE ギガントバトル!）（達絲琪）
- ONE PIECE ONEPY B MATCH W（日语：ワンピーベリーマッチ）（達絲琪）

2011年
- 真·三國無雙6（星彩）
- 真·三國無雙6 Special（星彩）
- 真·三國無雙6 猛將傳（星彩）
- 世界傳奇 閃耀神話3（日语：テイルズ オブ ザ ワールド レディアント マイソロジー3）（巧特、塞爾修絲）
- 無雙OROCHI 2（星彩）
- ONE PIECE 大決戰！2 新世界（日语：ONE PIECE ギガントバトル! 2 新世界）（達絲琪）

2012年
- 真·三國無雙 NEXT（星彩）
- NEW LovePlus（陽之下光）
- 信長之野望Online 鳳凰之章（女性PC3、PC5、PC7、PC14、女性NPC2）
- 無雙OROCHI2 Special（星彩）
- 無雙OROCHI2 Hyper（星彩）

2013年
- 真·三國無雙7（星彩[30]）
- 真·三國無雙7 猛將傳（星彩[31]）
- 美食獵人TORIKO 超美食大戰！（日语：トリコ グルメガバトル!）（千輪）
- 無雙OROCHI2 Ultimate（星彩）
- 坦克戰記4：月光的歌姬（日语：メタルマックス4 月光のディーヴァ）（雷納）
- 擂台☆夢想～女子職業摔角大戰～（日语：リング☆ドリーム 女子プロレス大戦）（安卓山口）
- ONE PIECE 無限世界 赤紅（日语：ONE PIECE アンリミテッドワールド レッド）（達絲琪）

2014年
- Fate/hollow ataraxia（衛宮士郎〈少年時期〉、螢塚音子〈貓〉[32]）
- 真·三國無雙7 Empires（星彩）
- ONE PIECE 超級偉大航路之爭！X（達絲琪）
- ONE PIECE KINGSv

2015年
- 擂台☆夢想～女子職業摔角大戰～（白臉[33]）
- ONE PIECE 海賊無雙3（達絲琪）
- BLEACH: Brave Souls（有澤龍貴）

2018年
- 奧丁之冕（康爾）
- 真·三國無雙8（星彩）
- 鏡光傳奇 Mirrage Prison（日语：テイルズ オブ ザ レイズ）（2018～2019，巧特、塞爾修絲）
- 數碼寶貝 ReArise（V仔獸）
- 兒童樂園 HUG！光之美少女（哈利哈姆·哈利）

2019年
- ONE PIECE WORLD SEEKER（達絲琪）

2020年
- 海腹川背 BaZooKa！（日语：海腹川背）（瑪琳）

2022年
- 明日方舟 （夜半） [34]

### 廣播劇CD
1993年
- 戀愛Illusion（學生A）[注 4]

1994年
- 夢幻肖像系列1 義經 ～櫻花的殘影～（賀屋）

1995年
- animate卡式錄音帶精選輯49 羅密歐的藍天 A面：蒙特巴尼家的亡靈（露琪安娜）

1996年
- 妖精狩獵者 廣播劇CD Vol.2（小孩A）
- 廣播劇CD Vol.1（托佩）
- 世界名作繪本8 (3)睡美人（妖精）
- 天馬之血族外傳 （帝〈4歳〉）
- Voice Challenger Vol.1 ―卒業篇―（小野亞理沙）

1997年
- 究極瘋狂大射擊（日语：究極パロディウス）（接線員）
- 秀逗魔導士N>XT. (4)破壞大王難為呦（米旺）
- 惡靈古堡 ～～（托比）
- Money Idol Exchanger（日语：マネーアイドルエクスチェンジャー）（比爾·班克）

1998年
- 明智舞衣/My Angel（小林勇樹）
- 火宵之月（日语：火宵の月）（有匡〈少年時期〉）
- 火宵之月 ～死反珠 ～（有匡〈少年時期〉）
- 青澀之戀VI ～～（佐倉繪里子）
- 惡靈古堡 ～～（肯）
- FRIENDS ～閃耀的青春～ Dear My Memories（日语：同窓会 (ゲーム)）（女姓朋友）
- 羅德斯島戰記 -英雄騎士傳- 廣播劇專輯（利涅）

1999年
- 偶像偵探You&My ～天使的休息～（小林勇樹）
- 男女蹺蹺板 Act.0（井澤真秀）
- 茉莉花 The 廣播劇CD（男孩〈少年時期〉）
- 命運傳奇 PROUST Forgotten Chronicle（克莉絲·卡特雷特、女服務生）

2000年
- 天使禁獵區 星幽界篇2 蒼穹哀歌（諾伊思、小孩1、神巫女1）
- 天使禁獵區 星幽界篇3 疾風未來（諾伊思）
- 天使禁獵區 地獄篇1 天地戀歌（諾伊思）
- 純愛手札2（陽之下光）
  - Vol.1 ～預感，緣起的季節～
  - Vol.2 ～約束，遙遠的記憶～
  - Vol.3 ～～
- 純情房東俏房客（紺野美津）
  - 1 ～奈留、忍、美津篇～
  - 2 ～奈留、素子、蘇篇～
  - 3 ～奈留、睦美、莎拉篇～

2001年
- 永恆傳奇 -LEVEL THREE-（巧特）
- 永恆傳奇 -LEVEL FOUR-（巧特）
- 永恆傳奇 -FINAL LEVEL-（巧特）
- 數碼寶貝大冒險02 未知的裝甲進化（豆丁獸）
- 數碼寶貝大冒險02 通往夏天的門（豆丁獸）
- 天使禁獵區 地獄篇2 魔界饗宴（諾伊思、旁白）
- 天使禁獵區 創造界篇1 星秤愛流（諾伊思、天使2、乘務員）
- 純愛手札2（陽之下光）
  - Vol.4 ～～
  - Vol.5 ～～
  - Vol.6 ～～
  - Vol.7 ～～
  - Vol.8 ～～
- 萬屋東海道本舗（日语：よろず屋東海道本舗） 原生廣播劇CD（緋村深久）

2002年
- 奇諾之旅 -the Beautiful World-（漢密斯）
- 永恆傳奇 Labyrinth ～forget-me-not～ 上、下卷（巧特）
- 傳說Ring Archive EPIC ONE ～英雄歸還～（巧特）
- 東京地底奇兵 廣播劇CD(1)（莎爾瑪·魯威斯）
- 東京地底奇兵 廣播劇CD(3)（莎爾瑪·魯威斯）
- 純愛手札2（陽之下光）
  - Vol.9 ～月亮的碎片～
  - Vol.10 ～～
- Dragon Party ～巨龍覺醒～（立花瑠璃香）
- 百鬼夜行抄 ～～（尾白、安達透的母親）
- WILD ADAPTER 02（日语：WILD ADAPTER）（大久保沙織）

2003年
- 高機動幻想 ～嶄新之行軍歌～（日语：ガンパレード・マーチ 〜新たなる行軍歌〜） DRAMA CD 全4卷（加藤祭）
- 高機動幻想 ～嶄新之行軍歌～ SPECIAL 全2卷（加藤祭）
- 百鬼夜行抄Vol.2·Vol.3（尾白）
- 花樣能樂師 THE「NOH」CD（有塔）
- 百鬼夜行抄 ～來自黑暗的呼聲～（尾白）
- 百鬼夜行抄 ～不老之壺～（尾白、式根明子）
- 闇與帽子與書的旅人 片尾主題曲（萊姆羅·萊恩）

2004年
- 死亡與女友與我（日语：死と彼女とぼく）（時野由香里）
- DAN DOH!!（日语：DAN DOH!!） CD廣播劇 SMILE SHOT!（風間龍二、岩崎千春）
- 破天荒遊戲（維克）
- 闇與帽子與書的旅人 Extra Book 全2卷（萊姆羅·萊恩）

2005年
- 槍與劍 娛樂專輯（喬西亞·郎格蘭）
- 俏妞出招（長晴菜）
- 極上生徒會 極上廣播劇&極上原生劇 全2卷（金城奈奈穗）

2006年
- 終焉的年代記（黑貓）
- 男女蹺蹺板 紀念廣播劇CD FINAL ACT（井澤真秀）
- 槍與劍 Episode＋（喬西亞·郎格蘭）
- The MANZAI（日语：THE MANZAI (小説)） 全3卷（森口京美）
- 少年陰陽師 番外篇 ～～（小怪〈第2代〉）
- 少年陰陽師 天狐篇 全3卷（小怪〈第2代〉）
- Strawberry Panic 米雅托爾篇（六条深雪）
- 百鬼夜行抄 ～返禮～（尾白）
- 百鬼夜行抄 ～夏之手鏡～（尾白）

2007年
- Strawberry Panic 魯·莉姆篇（六條深雪）
- 心跳心跳戀愛（櫻田美鈴）
- 妄想少女御宅系（旁白）

2010年
- 東京鬼祓師 鴉乃杜學園奇譚 第壹卷（幸德路要）
- Sound Drama Fate/Zero Vol.4 -煉獄之炎-（衛宮士郎〈幼少時期〉）
- 柚子復仇記（日语：柚子ペパーミント）（紅葉青）

### 外語配音

#### 電影
- 拿破崙流浪記（英语：Napoleon (1995 film)） ※VHS版。
- 金臂小子（英语：Rookie of the Year (film)）（艾迪特〈泰勒·安·卡羅爾〉）※VHS版。

#### 電視影集
- 兩小無猜（女孩子、DJ）
- 上海灘（艾迪）※東京電視台版。

#### 動畫
- 大力士（英语：Hercules (1998 TV series)）（女性）
- 湯瑪士小火車（小孩、寄信的女孩子）

### 活動
1999年
- 「東京電玩展1999秋」內TGS Navi-Plaza展位「純愛手札2豪華LIVE」
  - 1999年9月19日 幕張展覽館國際展示大廳
  - 出演：野田順子、鳥井美沙、村井每早、田村由香里、主持人 / 三章夫（King Records）
- 「勇氣之神」發行紀念活動
  - 1999年12月22日 SHIBUYA TSUTAYA
  - 出演：野田順子、主持人 / 三章夫（King Records）
- 20世紀動畫紅白歌合戰
  - 1999年12月27日 日本武道館 開演16:00
  - 出演：莊口彰久、麻績村真由子、山本麻里安、水木一郎、松本梨香、三重野瞳、緒方惠美、岩男潤子、堀江美都子、金月真美、野田順子、飯塚雅弓、KAORI、米倉千尋
- 20世紀動畫紅白歌合戰 慶祝會大放送 & 二次會
  - 1999年12月27日 品川城際大廳 開場20:30 開演21:00
  - 出演：莊口彰久、麻績村真由子、山本麻里安、金月真美、野田順子、三重野瞳、米倉千尋、KAORI

2000年
- 漫畫形象專輯「純情房東俏房客」發行紀念「公開聚會」
  - 2000年1月30日 池袋Sunshine噴水廣場 開場14:00 開演15:00
  - 出演：堀江由衣、倉田雅世、淺川悠、高木禮子、野田順子、林原惠、（嘉賓）赤松健、主持人 / 上田祐司、大月俊倫製作人
- AM KOBE「太紀與萌優的這裡是大江戶神樂坂」公開錄音
  - 2000年2月5日 神樂坂 青二音樂館 開演15:30
  - 出演：松野太紀、有島萌優、（嘉賓）野田順子
- 「純愛手札2」Emotional Vocal Special 2000～名古屋
  - 2000年3月25日 名古屋Terepia大廳 開場15:30 開演16:00
  - 出演：野田順子、前田千亞紀、田村由香里、鳥井美沙（兼主持人）、主持人 / 三章夫（King Records）
- 「純愛手札2」Emotional Vocal Special 2000～大阪
  - 2000年3月26日 L-OSAKA 開場14:30 開演15:00
  - 出演：野田順子、前田千亞紀、田村由香里、鳥井美沙（兼主持人）、主持人 / 三章夫（King Records）
- 「純愛手札2」Emotional Vocal Special 2000～東京
  - 2000年3月28日 板橋區立文化會館大廳 開場17:30 開演18:30
  - 出演：野田順子、前田千亞紀、田村由香里、高野直子、橘光、鳥井美沙（兼主持人）、主持人 / 三章夫（King Records）
- 「CLUB db」公開錄音
  - 2000年8月5日 大阪高槻現代劇場 開場16:00 開演16:30
  - 出演：桑島法子、（嘉賓）野田順子、主持人 / 三章夫（King Records）
- LOVE LIVE HINA ～日向莊Girl's在大阪的～ LOVE HINA夏季聚會
  - 2000年8月6日 Zepp OSAKA 開場17:30 開演18:30
  - 出演：堀江由衣、倉田雅世、淺川悠、野田順子、高木禮子、林原惠、雪乃五月
  - （活動DVD於2000年11月22日發行）
- 「東京電玩展2000秋」內Namco展位「永恆傳奇」舞台
  - 2000年9月22日～24日 幕張展覽館國際展示大廳 22日13:00～15:00 23日～24日10:00～12:00
  - 出演：野田順子（全天）、磯部弘、稻田徹（以上僅在22日出席）、皆口裕子、保志總一朗（以上在23日～24日出席）
- LOVE LIVE HINA encore ～日向莊Girl's在東京～
  - 2000年10月8日 涉谷ON AIR EAST 開場17:30 開演18:30
  - 出演：堀江由衣、倉田雅世、淺川悠、野田順子、高木禮子、林原惠、雪乃五月
- 純愛手札LIVE 2000秋
  - 2000年10月29日 中野Sunplaza 開演14:30
  - 出演：野田順子、高野直子、橘光、村井每早、金屬幹雄、主持人 / 三章夫（King Records）

2001年
- ES時間 活動的時間
  - 2001年3月20日 名古屋港灣會館 開場16:00 開演17:00
  - 出演：金月真美、豐真千子、野田順子、有島萌優、牧島有希、水樹奈奈、鬼塚、岡本麻見、今野宏美、鈴木麗子、西口有香
- 春天了！ ～LOVE LIVE HINA FINAL的 in NK～
  - 2001年3月24日 東京灣NK大廳 開場17:00 開演18:00
  - 出演：上田祐司、堀江由衣、倉田雅世、淺川悠、高木礼子、野田順子、雪野五月、小林由美子、岡崎律子、（嘉賓）赤松健
  - （2001年9月5日發行「純情房東俏房客FINAL SELECTION ～動畫總集篇 & LOVE HINA LIVE in 東京BAY N.K.～」收錄）
- 「純愛手札2」Emotional Vocal Special 2001～大阪
  - 2001年4月8日 L-OSAKA 開場14:30 開演15:30
  - 出演：野田順子、田村由香里、熊井統子、野村真弓、主持人 / 三章夫（King Records）
- 「純愛手札2」Emotional Vocal Special 2001東京
  - 2001年4月14日 杉並公會堂 開場15:00 開演16:00
  - 出演：野田順子、田村由香里、野村真弓、村井每早、（特別嘉賓）小菅真美、主持人 / 三章夫（King Records）
- 上杉鷹山生誕250年祭YOZAN節內「ES時間 LIVE的時間 in 米澤」
  - 2001年10月6日 米澤YOZAN節會場 開場12:30 開演13:30
  - 出演：金月真美、豐真千子、野田順子、有島萌優、牧島有希、水樹奈奈（兼主持人）

2002年
- 「東京喵喵」動畫化紀念活動
  - 2002年3月31日 銀座山葉大廳 開演14:00
  - 出演：中島沙樹、嘉數由美、望月久代、佐久間紅美、野田順子、小松里賀、（組合）Mew Five
- ES時間 活動的時間 Vol.2 featuring 
  - 2002年4月7日 虎門日本消防會館大廳 開場15:30 開演16:30
  - 出演：金月真美、豐真千子、野田順子、有島萌優、牧島有希、水樹奈奈、鬼塚
- Pierrot動畫祭2002「東京喵喵」脫口秀 & 簽名會
  - 2002年5月5日 有明TFT大廳300 開演16:00
  - 出演：中島沙樹、嘉數由美、佐久間紅美、野田順子（僅脫口秀出席）
- 「東京喵喵」CD & DVD發行紀念活動
  - 2002年8月31日 原宿LUIDO 開場12:00 開演12:30
  - 出演：中島沙樹、嘉數由美、望月久代、佐久間紅美、野田順子、小松里賀

2003年
- 純愛手札官方粉絲俱樂部「TOKIMEKI CLUB Presents SPECIAL EVENT Vol.1 ～for you～」
  - 2003年5月4日 大宮音速城小廳 Boy's Side/開場12:00 開演13:00 Girl's Side / 開演15:30
  - 出演：（Boy's Side）金月真美、野田順子、神田朱未、（Girl's Side）綠川光、置鮎龍太郎、主持人 / MIDI
  - （有到場者的全員可獲得贈禮TOKIMEKI CLUB原創CD）
- 「純愛手札2打字」發行紀念對話活動
  - 2003年5月24日 秋葉原廣瀨無線5F活動會場
  - 出演：野田順子、金屬幹雄
  - 第1回會場 AM11:00～
  - 第2回會場 PM13:00～
- 「純愛手札2打字」發行紀念對話活動
  - 2003年5月31日 Gamers難波店活動會場
  - 第1回會場 PM15:00～
  - 第2回會場 PM18:00～
- Pierrot動畫世界2003 ～25th Anniversary Festival～ 第2部
  - 2003年8月17日 九段會館大廳 第2部 / 開演18:00
  - 「東京喵喵」專區出演：中島沙樹、嘉數由美、佐久間紅美、望月久代、野田順子、緒方惠美、小松里賀
  - （活動DVD於2003年10月發行）
- 「東京電玩展2003」內NTT DOCOMO展位內特設舞台「純愛手札LIVE」純愛手札2特別LIVE對話
  - 2003年9月28日 幕張展覽館國際展示大廳 開場14:00 開演14:30（前50名可獲整理劵<要有NTT DOCOMO展位搜集記念印才能參加>）
  - 出演：野田順子、村井每早、高野直子

2004年
- 青春Radimenia 尼崎競艇節特別活動
  - 2004年10月17日 兵庫尼崎中心游泳池的尼崎競艇場內、大屋簷下方舞台（免費參加）
  - 出演：岩崎和夫、南香織、野田順子、松本梨香、小倉優子

2005年
- 東京角色秀2005 「極上生徒會」舞台活動
  - 2005年7月24日 幕張展覽館國際展示大廳 開場14:00 開演14:30
  - 出演：田村由香里、生天目仁美、野田順子、清水香里、澤城美雪、主持人 / 鷲崎健
  - （映像特典活動DVD第5卷於2005年11月23日發行）
- BLEACH SOUL SONIC 2005 "夏"
  - 2005年7月27日 五反田U-Port簡易保顯大廳 第三章 / 開場13:00 第四章 / 開場18:00
  - 出演：森田成一、伊藤健太郎、三木真一郎、佐久間紅美、安元洋貴、望月久代、野田順子、真田麻美、檜山修之（只出席第三章）、杉山紀彰（只出席第四章）、朴璐美（只出席第四章）、真殿光昭（兼主持人）
  - （活動DVD於2005年10月20日發行）
- 「心跳記事café ecole」試營運活動
  - 2005年11月12日-13日 原宿站前3階
  - 出演：金月真美、野田順子（雙數回分擔制）、金屬幹雄
- 「心跳記事café ecole」試營運活動
  - 2005年11月19日 原宿站前3階
  - 出演：金月真美（午間場）、野田順子（晚間場）、金屬幹雄

2006年
- 槍與劍 山根山
  - 2006年3月1日 新宿Loft Plus One 開場18:00 開演19:00
  - 總主持人：谷口悟朗、兵頭一步、伊藤舞子 出演：山根 嘉賓：倉田英之、木村貴宏、等其它多位神秘嘉賓（星野貴紀、桑島法子、野田順子、井上喜久子、雪野五月、倉田雅世、渡邊久美子）
- 「落語天女」DVD第1卷發行紀念對談&迷你LIVE
  - 2006年5月21日 北之丸公園科學技術館科學大廳 開場14:00 開演15:00
  - 出演：後藤沙緒里、小島幸子、小林優、清水愛、野田順子、Little Non、鹿島弘美
- 「少年陰陽師」動畫化紀念活動 ～神無月祝詞
  - 2006年10月1日 世田谷區民會館 開場16:00 開演17:00
  - 出演：甲斐田幸、小西克幸、野田順子、小林沙苗、高橋廣樹、引田香織、木氏沙織

2007年
- 少年陰陽師粉絲感謝活動「"孫"感謝祭 ～風雅響詩～」
  - 2007年5月20日 新宿東京厚生年金會館 第1部 / 開場14:00 開演15:00 第2部 / 開場18:00 開演19:00
  - 出演：甲斐田幸、小西克幸、野田順子、小林沙苗、麥人、石田彰、高橋廣樹、森川智之、鈴村健一、田中理恵、早水理沙、中多和宏、今野宏美、福山潤、引田香織、木氏沙織
  - （活動DVD於2007年12月7日發行）

2009年
- 「東京電玩展2009」『純愛手札4』特別舞台
  - 2009年9月26日、27日 KONAMI-BOOTH特設舞台
  - 出演：金月真美、野田順子、神田朱未（僅在27日出席）、大龜明日香、瀧田樹里、心跳IDOLING!!!
  - 11時45分～12時30分

2010年
- 金月真美&野田順子with吊兒郎當富好的脫口秀&記者選拔戰想像
  - 2010年3月16日 兵庫尼崎中心游泳池的尼崎競艇場內、大屋簷下方舞台 第1回：第7R 發行中 (13:05～13:17) 第2回：第10R 發行中 (14:31～14:46)（免費參加）
  - 出演：金月真美、野田順子

2011年
- 最後流亡 「最後流亡」Blu-ray&DVD第1卷發行紀念活動
  - 2011年8月19日-20日 橫濱港未來Brillia SHORT SHORTS THEATER 開場20:00 開演20:30 終演預定翌日7:00
  - 出演：野田順子、齊藤千和（僅第1天夜晚）
- - 2011年12月23日 滋賀Laforet琵琶湖 Digital star dome 螢 OPEN: 17:00 / START: 17:30
  - 出演：（主辦人）星星哥哥（日语：星のお兄さん）、秋人，（嘉賓）野田順子、西澤和彌、Coccinelle

2012年
- 「最後流亡 -銀翼的法姆-」Blu-ray&DVD第1卷發行紀念活動第1天
  - 2012年1月14日 Cine-Libre池袋 開演20:50
  - 出演：野田順子
- 最後流亡vol.2「最後流亡」&「最後流亡 -銀翼的法姆-」一舉上映活動 「最後流亡」
  - 2012年3月20日 橫濱港未來Brillia SHORT SHORTS THEATER 開場10:00 開演10:30 終演預定23:00
  - 出演：野田順子、半場友惠

2013年
- 「ONE PIECE PREMIER SHOW」
  - 2013年8月12日 大阪環球影城日本工作室
  - 出演：（神秘嘉賓）田中真弓、山口勝平、野田順子、寶龜克壽
- 最後流亡之夜vol.3 第1夜【迪奧&魯修拉DAY】
  - 2013年11月1日 橫濱港未來Brillia SHORT SHORTS THEATER 開場18:30 開演20:00 終演預定2日10:00
  - 出演：野田順子、半場友惠

2014年
- Ustream發布節目「MAYOPOP」
  - 2014年1月25日 池袋Living-Bar FI5VE 19:00發佈開始+發佈終了後還有迷你LIVE
  - 出演：主持人 / Sister MAYO、銀座POP、（嘉賓）野田順子
- 周南萌善美2014 BOATRACE德山BOOTH 脫口秀
  - 2014年7月6日 山口縣周南市德山銀座街 第1回/開演11:30 終演12:00 第2回開演14:30 終演15:00
  - 出演：野田順子、藤堂里香選手
- 周南萌善美2014 主舞台 BOATRACE德山
  - 2014年7月6日 山口縣周南市德山銀座街 開演13:10 終演13:30
  - 出演：野田順子、藤堂里香選手
- 大阪成蹊大學、大阪成蹊短期大學 大學祭 『學術演講會』
  - 2014年10月11日 大阪成蹊大學圖書館棟7樓大廳 開場10:30 開演11:00
  - 出演：野田順子
- 大阪工業大學 第66回城北祭 聲優對談
  - 2014年10月25日 大阪工業大學大宮校區 開演12:00
  - 出演：倉田雅世、野田順子、尤加奈

2015年
- 迷你四驅活動「mini 4WD MONSTER 3 ～！光の!!～」爆走兄弟Let's & Go!!MAX Blu-ray BOX發行紀念
  - 2015年6月27日 阿佐谷Loft-A 開場11:00 開演12:00
  - 出演：崎有里子、池澤春菜、渡邊久美子、野田順子
- 數碼寶貝冒險15th Anniversary Project 「DIGIMON ADVENTURE FES. 2015」前夜祭
  - 2015年7月31日 Team-Smile 豐洲PIT 第1部 / 開場12:30 開演13:30
  - 出演：野田順子、高橋直純

2016年
- Ustream發布節目「池田·秋人京都BAR」生歌！
  - 2016年1月14日 京都都雅都雅 OPEN 18:00 / START 19:00
  - 出演：主持人 / 池田聰、秋人（嘉賓）野田順子 UST發佈2小時，剩下30分鐘到場者的非公開對話
- 0章 ～赤◯◯～
  - 2016年3月12日 新代田鯛Cafe OPEN 12:30 / START 13:00
  - 出演：野田順子、宇和川惠美、河內孝博（＊年功序列順/笑）
- 星兄
  - 2016年7月30日 滋賀Laforet琵琶湖 Digital star dome 螢 OPEN: 19:45 / START: 20:00
  - 出演：（主辦人）星星哥哥、（嘉賓）野田順子
- Project()Switch 對談演講會
  - 2016年8月27日 涉谷 開演12:30 終演14:30
  - 嘉賓講者：野田順子
- 「最後流亡 -銀翼的法姆-」上映5週年紀念全話上映會『最後流亡之夜vol.4』第1天
  - 2016年9月17日 橫濱未來Brillia SHORT SHORTS THEATER 開演20:00 終演預定18日7:25
  - 出演：千明孝一導演、豐崎愛生、野田順子、稻田徹

2017年
- 數碼寶貝音樂祭2017「數碼寶貝歌曲聖誕特別活動 ～來自未來的訊息～」
  - 2017年12月23日 animate池袋本店9F活動大廳 開場15:30 開演16:00
  - 出演：宮崎步、AiM、太田美知彥、特別嘉賓：野田順子、角銅博之導演

2018年
- Comic Market 95 第2天
  - 2018年12月30日 東京國際展示場 東地區“HA”區域－44b 開場10:00
  - 團名「NODAJUN HOUSE」

2019年
- 國際女性節｜HAPPY WOMAN FESTA KYOTO 2019
  - 2019年3月7日 京都造形藝術大學內 京都藝術劇場 春秋座 開會宣言14:00 專題討論15:00
  - 出演：田中朋清（石清水八幡宮權宮司）、轟麻衣子（Poppins代表）、宍戶留美、坪內花菜、野田順子
- 2019
  - 2019年7月28日 舞濱圓形劇場 午間公演 / 開演12:30 終演13:30 晚間公演 / 開演17:00 終演18:00
  - 出演：花江夏樹、細谷佳正、三森鈴子、田村睦心、吉田仁美、池田純矢、榎木淳彌、 M·A·O、 坂本千夏、山口眞弓、重松花鳥、櫻井孝宏、山田蘑菇、竹內順子、松本美和、德光由禾、 宮﨑步、AiM，特別嘉賓：野田順子、高橋直純，神秘嘉賓：遠近孝一、浦和惠、片山福十郎、朗斯貝里·亞瑟、朝井彩加、山谷祥生

### 廣播節目

#### 主持人
MBS電台
- （（1999年10月）～2000年3月 21時00分～24時00分）
- （2000年4月～2001年3月 每週二、五→每週五 26時00分～27時00分）
- （2001年4月～9月 每週三 26時00分～27時00分）

其它電台
- ES時間 電台的時間（日语：ESアワー ラジヲのおじかん）（東海廣播（日语：東海ラジオ放送），2000年10月～2002年3月 每週日 22時30分～23時00分（增刊號：2002年2月～3月 每週五26時00分～26時30分））
- 野田順子的LF+R-ZERO（日本放送，2000年11月28日）
- 娛樂SHOW！LIVE U-LINE「野田順子Special」（有線放送CG-37ch，2002年8月12日～19日）
- 超A&G 音樂+豪華（文化放送，2012年10月4日 16時00分～17時00分）
- S.A.M. -Sunday Artist Mix-（RadioNEO79.5（日语：Radio NEO），2017年1月8日 20時00分～21時00分）

#### 嘉賓出演
日本電台
- 動畫城
- 週六夜嗚哈嗚哈大放送
- 60TRY部（日语：60TRY部）（2017年11月1日，與前田千亞紀共同）

文化放送
- CLUB-db（1999年12月11日#132、2000年8月12日#166（公開錄音） & 11月25日#181）
- 松野太紀的Cafe Blue Mountain 2（2009年3月23日，Sorrel成員身分）
- 鈴木達央 廣播TIME.（2009年4月21日#42 & 28日#43）

日本放送
- Anigame Paradise「20世紀動畫紅白歌合戰 ～完全保存版特集」（1999年12月31日）
- Saturday Hot Request（日语：サタデーホットリクエスト）（NHK-FM，2000年1月8日（來自NHK放送中心CR505工作室的公開直播））
- LF+RFLYING NIGHT！（2000年11月）
- SAYAKA的All Night-NIPPON不錯耶！（日语：オールナイトニッポンいいネ!）（2003年8月12日）

關西電台
- 太紀與萌優的這裡是大江戶神樂坂（AM神戶，2000年2月11日（公開錄音））
- 青春Radimenia（日语：青春ラジメニア）（2004年10月21日（公開錄音）、2010年1月23日（僅本家）、2011年10月8日 & 12月31日、2013年8月24日、2014年7月26日、2018年8月18日）
- 電台少年陰陽師 彼方放 ～略孫（2006年6月16日#11、23日#12、10月6日#27）

FM世田谷
- 雪倉姊妹（2006年7月3日）
- 桃之缶（2010年3月24日）
- Open Salon 834（2010年8月12日）

有線放送
- a-FANFAN3 三重野瞳「產」內「Beauty Salon 瞳」（2002年7月1日～8日）
- 野村義男（日语：野村義男）的新鮮音樂（CG-25ch，2006年12月11日～24日）

岐阜放送
- 高橋直純的Trou×Ble Maker（與東北放送共同製作，2012年6月17日、2013年3月10日）
- （2016年12月29日）

其它電台
- （大阪放送）
- Suntory Saturday Waiting Bar（日语：サントリー・サタデー・ウェイティング・バー）（FM東京，1999年12月4日，與金屬幹雄（日语：斎藤幹雄）共同）
- TV Game Radions AiR Special Go！Go！（日语：TV Game Radions V3）（東海電台（日语：東海ラジオ），2005年4月16日）
- Tokyo Musicum Station（美國TJS廣播站，2009年10月9日～10日）
- 枚方aterial（FM枚方，2010年1月26日）
- RADIO MANIART WEDNESDAY「與你在星空下」（FM PORT（日语：新潟県民エフエム放送），2010年11月30日、12月7日（電話方式））
- 大江戶WIDE SUPER EVENING（RainbowtownFM大江戶放送局，2011年3月22日）
- 森谷威夫（日语：森谷威夫）的承蒙您的關照!!（KBS京都，2016年6月2日）
- Beat Around 834（MEDIAS NETWORK（日语：知多メディアスネットワーク），2016年12月29日）

#### 廣播劇
- 21世紀奇幻 新愛麗絲夢遊仙境（彼得、女、少年艾迪，NHK廣播）
- 歸來的青澀之夜（日语：帰ってきたセンチメンタルナイト）（佐倉繪里子，TBS廣播）

### 網路廣播
主持人
- BS Free Station ～野田順子 從RADIO開始～ BSQR489（2001年6月17日 21時00分～22時00分）
- 野田順子的與你Take The Air 角色動畫電台
- 倉田雅世與野田順子的角色動畫之夜 角色動畫電台
- Sparkle Net（2002年6月6日～8月31日全13回，作為專輯「SPARKLE」發行與第3場LIVE前，來自科樂美音樂娛樂）
- Sparkle Net ～Precious One Special～（2002年12月～2003年2月全7回，作為專輯「Precious One」發行與原音樂LIVE前，來自科樂美音樂娛樂）

嘉賓出演
- 音泉
  - 川上倫子的兔子耳朵Tabu（日语：川上とも子のうさぎのみみたぶ）（2005年8月9日#356）
  - 嘉數由美的超閃耀！大和魂!!（日语：かかずゆみの超輝け!大和魂!!）（2007年1月30日#169）
  - 石田燿子的HYPER ANISON WEB♪ YO-YO MODE（2007年6月19日）
  - 這裡是聖機師放送局！（2009年#4）
  - 名塚佳織的Kamosan學園（日语：名塚佳織のかもさん學園）（2010年2月8日#196）

- animate系列
  - 電台少年陰陽師 彼方放 ～略孫（animeteTV（日语：アニメイトタイムズ），#42、#43（突然加入方式參加）、2008年5月29日#110、6月5日#111）
  - 手機廣播*由貴的結晶*（日语：*由貴の結晶*）（聲優animate+hm3（日语：アニメイトモバイルシリーズ）（2009年9月7日）

- 文化放送
  - 青山二丁目 太紀的店（BBQR，2009年3月24日，Sorrel成員身分）
  - 諏訪道彥的Suwa電台（超！A&G+，2018年7月25日 & 8月1日）

- 其它電台
  - 佐久間紅美與中島沙樹的天使治療室 ～Angel♡Cleaning～（廣播＠，2003年7月31日）
  - 溫子與麻里安的MARION學院 放送部！（日语：あつことまりあのマリオン学院 放送部!）（BBstation，2012年5月29日）
  - 銀座SWING SORA×NIWA GINZA（2012年8月16日、11月8日（與前田千亞紀]]共同）（來自松屋銀座SATELIGHT工作室的公開直播））
  - Tokyo Musicum Station（vol.369 「Happy 7th Anniversary III 特大版」 2016年3月27日、vol.469 「春天就是要戀愛！特別嘉賓」 2018年2月25日）
  - ～Returns～（（永島由子與宇和川惠美的不公開節目），2016年7月12日#19、9月5日#20）
  - 秋人RADIO（fm GIG（日语：エフエム・ギグ），2017年11月8日、2018年4月25日、2019年3月6日、5月22日，主持人：秋人）

### 電視節目
CS Kids Station
- Anime-TV（日语：アニメTV）（1999年11月23日收錄 對話&「勇氣之神」）
- 動畫Paradise！（日语：アニメぱらだいす!）（2004年11月8日）

其它電視台
- 激☆店（日语：激☆店）（BS-i 2004年10月28日、TBS 11月1日，店長：小林治 店員：山本麻里安、新谷良子、三重野瞳，嘉賓：野田順子）
- 衛星動畫劇場（日语：衛星アニメ劇場）（NHK-BS2 2007年10月27日、11月3日，導覽：嘉數由美、吉田智則）

### 網路電視
NTT集團
- 川澄綾子的Best Communication 溝通馬戲團（NTT Comware（日语：NTTコムウェア），2001年10月31日#43 主持人：川澄綾子、助手：能登麻美子（網路博覧會企劃內容））
- 「聲優入門講座」基礎篇 NTT Prime Square（日语：NTTプライム・スクウェア）「Fan＋」內Lesson動畫（2012年10月9日，作為講師）

Ustream
- D-Quintet「井戶端會議Ustream」（2011年1月5日、22日（「D-Quintet 5th LIVE」PR節目））
- 「聲優魂」（於niconico頻道「動畫ON！」，第7回發佈於2013年7月28日、第24回發佈於2015年1月18日，主持人：松岡由貴）
- 「MAYOPOP」（2014年1月25日（來自池袋Living-Bar FI5VE的公開直播），主持人：Sister MAYO&銀座POP）
- 「池田·秋人京都BAR」（2016年1月14日（來自京都都雅都雅公開生放送），主持人：池田聰、秋人）

niconico直播
- 連續柑橘系活劇 柚子復仇記（日语：柚子ペパーミント）（2009年10月24日）
- 「多玩國創意學校（日语：SAY YOU LAB） nico直公開學校説明會 vol.5」（2012年2月17日，對話嘉賓）
- 岩永哲哉與Jenya的「熱情教室」（第6回嘉賓，2012年5月12日）
- 木原浩勝（日语：木原浩勝）的「件醬暗殺計劃」（暫）（第5回／2017年11月25日、第9回／2018年3月24日 & 4月28日（突擊嘉賓），主持人：木原浩勝）

其它平台
- 「LAST EXILE」官方網站 魯修拉配音員半場惠子的專訪
- Shiori Kawana's HELLO TV（御台場TV，2010年8月26日）
- 聲優e-RUNING「KOGAKU！」（2011年6月2日～，作為講師）
- 「m-serve style（日语：m-serve style） VOL.98」 flying DOG（2011年9月，導覽：齋藤千和（「LAST EXILE」DVD&Blu-ray BOX發行紀念））
- 「0 ～ZERO～ ☆～!!」（Akiba.TV，2011年11月27日、2012年3月25日、2012年4月8日～10月28日，常態出演者：山本正剛（BAN BAN BAN（日语：BAN BAN BAN (お笑いコンビ)））、有野郁、淺倉弦希、野田順子（#3、#11嘉賓出演、#12～#25、#22休息））
- 瀧本瞳的（SHOWROOM（日语：SHOWROOM (ストリーミングサービス)），2018年12月19日、2019年2月20日 & 6月27日 & 8月24日、2020年8月8日）
- 第89回（&CAST!!!，2019年12月2日）

### 廣播CD
2002年
- 聲優BEST對談精選 女性篇

2006年
- 少年陰陽師 廣播CD 第一卷 彼方放 ～略孫

2007年
- 少年陰陽師 廣播CD 第三卷 彼方放 ～略孫

2009年
- 少年陰陽師 廣播CD 第九卷 彼方放 ～略孫

### 旁白
東京電視台
- 五花八門淺草橋（日语：ASAYAN） ～淺草橋YOUNG洋品店～（1995年10月～1996年3月 每週日21時00分～21時54分，周富德的愛弟子募集！、畠山綠還債企劃etc.）
- （1996年4月～9月 每週六22時00分～22時54分）

朝日電視台
- SUPER MORNING（日语：スーパーモーニング）（1995年）
- 食（2004年4月～9月 每週六17時55分～18時00分）
- ～犯人!? 大炎上！火災鑑定士暴“愛娘放火殺人”灰中眠真～（2006年5月14日 14時00分～15時25分，朗讀、部分證言）

富士電視台
- SMAP×SMAP（1997年 每週一22時00分～22時54分，「電車的小夏」人偶角色（蝴蝶、男孩子、etc））
- （2005年5月～2006年9月 每週日9時30分～10時00分 角色旁白：森巴君）

其它電視台、網路平台
- 最新（WOWOW，2004年4月4日19時30分～、18日18時30分～）
- （2018年10月9日～12月25日，AbemaTV）旁白
- 今日焦點（NHK）

### 舞台
- 「栽培上手 ～芝居系～ 三代將軍 德川上蓮的陰謀 ～口袋中的昭和～」（2001年5月30日～31日午間、晚間全4場公演，新宿永谷禮堂（日语：永谷商事）Fu）
- 一步堂 2010年秋期公演「「生」改「子鹿可愛」」（2010年9月9日～13日全7場公演，iPit目白）－飾演 鈴木良子
- 「怪 ～4肆～ 怪談朗肴旨日本酒舐」（2011年9月1日～4日，密藏院（日语：密蔵院））
- 激富 GEKITONG2011「夏嵐」（2011年11月11日～3日全5場公演，大阪ABC禮堂）－飾演 響子
- A.I.FILMs 「魔法使 ～監禁地獄!!～」（2012年3月30日～4月1日全5場公演，荻窪會禮堂）－飾演 桃樂絲的母親
- 丸福Bombers開張公演「A Peace of Cake！」（2012年7月18日～26日全20場公演，千歳船橋APOC劇院）－2012年7月20日公演第3天特別出演（日替Bomber）
- 丸福Bombers第2回公演 （2012年12月22日～2013年1月6日全20場公演，千歳船橋APOC劇院）－2013年1月4日13時回合特別出演·夢想商店街、酒屋的「三河屋鱈子」
- A.I.FILMs 「少女探偵 ～大王魚～」（2014年8月16日～18日全6場公演，大阪浪速區日本橋in→dependent theatre 1st（日语：インディペンデントシアター））－飾演 迷幻怪盗白牛奶
- 怪 拾（2018年3月28日～4月2日，元結不動 密藏院）[35]
- kusukusu's rabo 研究發表會 File.5 （2018年9月1日～2日全4場公演，大阪天王寺區一心寺劇院俱樂）－2018年9月2日2場公演特別出演（秋祭日替嘉賓）

### 其它
- 文化電影「菜之花」（村子小孩） 1996年公開 Kinema旬報文化電影Best Ten第8名
- 、E·Force、Astonish 007、SRX-11、EVERLAST、etc.
- 森永 電視廣告
- 九州電力 玄海原子力發電所 館內用VP
- 第50回全國植樹祭 1999年
- 「心動一百」配飾集（瑪琳） 1999年3月19日 對應OS：Windows95/98
- 純情房東俏房客相關
  - 頂級桌布配件（紺野美津） 2000年4月26日 對應OS：Windows95/98
  - 數位TOYBOX（紺野美津） 2001年4月26日 對應OS：Windows95/98
- 鳥取市歷史博物館（山彥館） 2000年夏天開放
- 「孫悟空的交通安全」（悟空） 2000年 教配（教育軟體 交通安全教育）
- 純愛手札2相關
  - 純愛信件套組 VOL.1（陽之下光） 2001年3月1日 對應OS：Windows95(OSR2以降)/98/Me/NT4.0(SP5以降)/2000
  - 「純愛手札2」打字（陽之下光） 2003年5月22日 對應OS：Windows98/2000/NT4.0(SP3以上)/XP/Windows7、MacOS8.1以上
- 著聲『聲優CROSSROAD』手機通話聲音 & 請稍後片刻畫面 2003年10月23日～ i-mode、J-SKY（10月起Vodafone live）、ezweb對應
- 東京車展2003 HONDA BOOTH ASIMO 2003年10月25日～11月5日
- 電視遊戲與數碼科學展（V仔獸）2004年7月17日～10月11日 上野國立科學博物館
- 「初摘海苔」注意事項 2004年12月14日～ FamilyMart店內PV
- 空之星、海之星 ～閃亮的大冒險～（海星）2005年4月23日～2006年4月9日 神戶市立青少年科學館天文台兒童節目
- 數碼寶貝大冒險3D：數碼大獎賽！（V仔獸）2007年7月起2年內於三麗鷗彩虹樂園上映
- 新保濕質感妙鼻貼ametuti特別媒體內容「ametuti劇場 保濕西遊記 ～前往西方找尋虛幻的保濕成份～」（所有角色（男性記者以外）） 2008年5月～2009年2月全13回[36]
- 有聲書『Happy Birthday』（星夏樹） 2009年11月20日開始發佈[37]
- iPhone付費應用程式『JOYSOUND著信音 忍者 (女忍者ver.)』角色聲音 2010年6月[38]
- Aprica社製
  - 嬰兒車『stick』PV旁白 2010年8月
  - 兒童安全座椅『Bettino feel』PV旁白 2010年9月
  - 嬰兒車『SOLARIA』PV旁白 2011年
- 財團法人日本學校保健會『Welcome！Healthy Island ～探險！健康島～』「手洗」之歌 2011年5月[39]
- 電影『正宗哥吉拉』 【視覺預覽班】Pre-Visualization Cast 2016年7月29日公開
- 最後流亡 -銀翼的法姆-相關
  - Android向手機鬧鐘『最後流亡 -銀翼的法姆- 鬧鐘』（迪奧·艾拉克萊） Google Play 2012年3月19日開始提供服務
  - 角子機「最後流亡 -銀翼的法姆-」長篇廣告旁白 2017年4月2日公開[40]
- Little Braver ～路克與梅爾特的大冒險～（路克） 4D王（日语：4D王）媒體內容 2017年6月1日依順序上映[41]

## 音樂作品

### 單曲
| 枚數 | 發行日期       | 單曲名稱（日文名稱） | 規格編號  | 最高排名 |
| ---- | -------------- | --- | --------- | -------- |
| 1st  | 1999年11月26日 | 勇氣之神/更多！更多！心跳不已'99 （） 勇氣之神（PS遊戲《純愛手札2》片頭主題曲） 更多！更多的心跳'99（PS遊戲《純愛手札2》形象歌曲） | KMDA-2    | 第38名   |
| 2nd  | 2000年8月3日   | ADVENTURE/SMILE AGAIN ADVENTURE（PS遊戲《純愛手札2 Substories ～Dancing Summer Vacation～》片頭主題曲） SMILE AGAIN（PS遊戲《純愛手札2 Substories ～Dancing Summer Vacation～》陽之下光片尾主題曲） | KMDA-5    | 第53名   |
| 3rd  | 2001年2月21日  | For Yourself For Yourself（PS遊戲《純愛手札2 對戰方塊》片頭主題曲，作詞：J. Noda） 小（PS遊戲《純愛手札2 對戰方塊》片尾主題曲） 輝 ～I Believe～（廣播節目《ES時間 電台的時間》自身企劃製作歌曲 | KMCM-11   | 第64名   |
| 4th  | 2001年7月25日  | Get it！ Get it！（作詞：J. Noda） 想…。（PS遊戲《純愛手札2 Substories ～Memories Ringing On～》片頭主題曲） 開前夜 | KMCM-13   | 第85名   |
| 5th  | 2002年5月1日   | WE WISH ～我們的永遠 （WE WISH ～僕達の永遠） WE WISH ～我們的永遠（PS2遊戲《渾沌世代2》片尾主題曲） Moonlight Dancing（作詞：J. Noda） 散日和 ～Live Version～（2001年11月18日於J.Noda LIVE 2001 ～Toughen up！～，作詞、作曲：J. Noda） Let's Drive ～Live Version～（2001年11月18日於J.Noda LIVE 2001 ～Toughen up！～） | KMCM-18   |          |
| 6th  | 2010年2月20日  | 戀華（） 戀華（作詞、作曲：J. Noda、CD-R） | RBCR-1027 |          |
| 7th  | 2010年2月20日  | Thanks！ Thanks!（作詞、作曲：J. Noda、CD-R） | RBCR-1028 |          |

Bullet 77
| 枚數 | 發行日期      | 單曲名稱 | 規格編號 | 最高排名 |
| ---- | ------------- | --- | -------- | -------- |
| 1st  | 2004年5月26日 | Going on！ Going on！（電視動畫《DAN DOH!!》片頭主題曲） WILD FLOWER ～花嵐喩～（電視動畫《DAN DOH!!》片尾主題曲） | KMCM-32  |          |
| 2nd  | 2004年7月22日 | Believe in love Believe in love（TVA《DAN DOH!!》片尾主題曲，作詞：、）                                                  | KMCM-33  |          |

### 專輯
| 枚數 | 發行日期       | 專輯名稱（日文名稱） | 規格編號  | 最高排名 |
| ---- | -------------- | --- | --------- | -------- |
| 1st  | 2000年11月22日 | FLY AWAY TAKE OFF（作詞：J. Noda） Freedom（作詞：J. Noda） ADVENTURE Gonna be Here ～F.A. mix～ Fly Away（作詞：J. Noda） 勇神様 SNOWING chilgren's sky Let's Drive （作詞：J. Noda） | KMCA-80   | 第67名   |
| 2nd  | 2001年11月7日  | Tough but Tender Opening ～～（作詞、作曲：J. Noda） Tough（作詞：J. Noda） Get it！ ～TxT mix～（作詞：J. Noda） 輝 （作詞：多田光裕、J. Noda） For Yourself（作詞：J. Noda） 散日和（作詞、作曲：J. Noda） 開前夜 explosion COOL Talk to me wonder tender 向…                                                                                                 | KMCA-123  | 第83名   |
| 3rd  | 2002年7月3日   | SPARKLE ～Songs from TOKIMEKI MEMORIAL 2～ Goalstart 勇神 ～Hikari Version～ 笑決心 想…。 小 青翼 Jewel of Hearts 勇神 ！'99 ～Sparkle mix～ 流星 ～Sparkle mix～ SMILE AGAIN ～Live Version～（2001年11月18日於J.Noda LIVE 2001 ～Toughen up！～） For Yourself ～Live Version～（2001年11月18日於J.Noda LIVE 2001 ～Toughen up！～，作詞：J. Noda） Ever blue | KMCA-161  | 第90名   |
| 4th  | 2003年1月22日  | Precious One One and Only（作詞：J. Noda） Treasure（作詞、作曲：J. Noda） 風向 WE WISH ～僕達永遠 (P·O mix) （作曲：J. Noda） JUMP OUT！（作詞：J. Noda） 花華 ～HANA（作詞：J. Noda） 夕陽丘 Moonlight Dancing（作詞：J. Noda） 花蝶風月 大地子供（作詞：J. Noda）                                                                                            | KMCA-180  | 第147名  |
| 5th  | 2004年11月3日  | here there and everywhere 勇神 分 ADVENTURE Freedom（作詞：J. Noda） Fly Away（作詞：J. Noda） For Yourself（作詞：J. Noda） 輝 Get it！（作詞：J. Noda） Tough（作詞：J. Noda） 散日和（作詞、作曲：J. Noda） WE WISH ～僕達永遠 Don't Cry （作曲：J. Noda） 大地子供（作詞：J. Noda） 深呼吸（作詞：J. Noda）                                                 | KMCA-197  | 第136名  |
| 6th  | 2009年11月29日 | forever and ever prelude of night sky star 夜空星 ～yozoraboshi～（作詞、作曲：J. Noda） interlude to the song of the promise 約束（作詞、作曲：J. Noda） 想（作詞、作曲：J. Noda） | RBCD-0919 |          |

JxJ
| 枚數 | 發行日期      | 專輯名稱（日文名稱） | 規格編號   | 最高排名 |
| ---- | ------------- | --- | ---------- | -------- |
| 1st  | 2005年3月24日 | Ready！ WAY TO GO！ 風吹（作詞：J. Noda） READY！（作詞：J. Noda） DON'T SAY IT!!（作詞：J. Noda） 天 or 地獄（作詞：J. Noda） 明日 | WWCE-31080 |          |

### 角色歌曲
下列單曲以野田順子的名義收錄，MIX、Ver.不一樣的地方則省略。
1999年
- 男女蹺蹺板 ACT, 2.0（King Records，2月28日）
  - 妖怪人間貝姆（（榎本溫子、新谷真弓、野田順子、千葉紗子、福井裕佳梨、本谷有希子（日语：本谷有希子）），電視動畫《男女蹺蹺板》劇中插入歌）
- 心動一百音樂繪本「P物語」（King Records，3月26日）
  - 二人…（（川菜翠、野田順子、高橋美紀（日语：高橋美紀）、麻生香穗里（日语：麻生かほ里）、小泉理奈、小西寬子、芳野美樹、間宮久留美、麻見順子）、PS遊戲《心動一百》片尾曲合音）
  - 目玉歌（（野田順子、間宮久留美，PS遊戲《心動一百》劇中插入歌）
  - 馬車歌（PS遊戲《心動一百》劇中插入歌）
  - 歌（PS遊戲《心動一百》劇中插入歌）
  - （PS遊戲《心動一百》劇中插入歌）
- 純愛手札2 原聲遊戲音樂 Vol.1（科樂美音樂娛樂，12月3日）等
  - （野田順子，PS遊戲《純愛手札2》快樂結局主題曲）
- 純愛手札2 聲優歌曲集（科樂美音樂娛樂，12月23日）等
  - 笑決心（野田順子，陽之下光的主題曲）

2000年
- 「純情房東俏房客」漫畫形象專輯（King Records，1月28日）等
  - 分（野田順子，紺野美津角色歌曲）
- 純愛手札2 聲優歌曲集2（科樂美音樂娛樂，5月10日）等
  - Brilliant（野田順子，陽之下光形象歌曲）
- 「數碼寶貝大冒險02」CDS「Break up！」（NEC網路頻道，5月10日）他
  -  ～！～（（野田順子、松本美和（日语：松本美和）、遠近孝一、浦和惠、德光由香（日语：徳光由禾）），電視動畫《數碼寶貝大冒險02》片頭主題曲C/W曲）
- 純情房東俏房客3部作 純情房東俏房客(1)～奈留、忍、美津篇～（King Records，6月21日）等
  - 傘（野田順子，紺野美津角色歌曲）
- 數碼寶貝大冒險02 最好的拍檔(7) 本宮大輔 & V仔獸（NEC網路頻道，7月26日）等
  - Go Ahead！（V仔獸（野田順子），角色歌曲）
  - 2-TOP（本宮大輔 & V仔獸（木內玲子、野田順子），角色歌曲）
- 純情房東俏房客 原始聲音文件（King Records，9月21日）
  - （堀江由衣、倉田雅世、淺川悠、野田順子、高木禮子，電視動畫《純情房東俏房客》劇中插入歌）
- 數碼寶貝大冒險02 夢幻聖誕（NEC網路頻道，11月2日）
  - （（野田順子、遠近孝一、浦和惠、松本美和、德光由香、高橋直純），角色歌曲）
- 數碼寶貝大冒險02 加長SCD「我們的數碼世界」（NEC網路頻道，12月，非賣品：Best Partner全套購入者贈禮）
  - 僕（（木內玲子、野田順子、夏樹莉緒、遠近孝一、浦和惠、松本美和、山本泰輔（日语：山本泰輔）、德光由禾、荒木香惠、高橋直純、朴美、藤田淑子、本千夏、風間勇刀、山口真弓、天神有海、櫻井孝宏、菊池正美、竹內順子、前田愛、溝脇志保美、水谷優子、重松花鳥） with 和田光司, AiM，角色歌曲）

2001年
- ～Silent Eve～ LOVE HINA WINTER SPECIAL（King Records，1月24日）等
  - 祝福（堀江由衣、倉田雅世、淺川悠、高木禮子、野田順子、雪乃五月、小林由美子，角色歌曲）
- 純愛手札2 MUSIC精選輯2（科樂美音樂娛樂，3月16日）他
  - 流星（野田順子，陽之下光形象歌曲）
- 日向莊Girl's歌曲精選 ～LOVE HINA～（King Records，3月16日）
  - 未贈物（堀江由衣、倉田雅世、淺川悠、高木禮子、野田順子、雪乃五月、小林由美子，角色歌曲）
- 純愛手札2 聲優歌曲集3（科樂美音樂娛樂，3月21日）等
  - 夢空（野田順子 & 小菅真美，陽之下光 & 水無月琴子形象歌曲）
  - Goalstart（野田順子，PS遊戲《純愛手札2 Substories ～Leaping School Festival～》陽之下光片尾主題曲）
- 純情房東俏房客 ～紀念加長單曲～ Friendship（King Records，3月24日「春天了！ ～LOVE LIVE HINA FINAL的 in N.K.～」會場限定販售）等
  - Friendship（堀江由衣、倉田雅世、淺川悠、高木禮子、野田順子、雪乃五月、小林由美子，角色歌曲）
- 純愛手札2 聲優歌曲集4（科樂美音樂娛樂，8月29日）他
  - Jewel of Hearts（野田順子，陽之下光形象歌曲）
- 純愛手札2 Blooming Stories 10 陽之下光（科樂美音樂娛樂，9月29日）等
  - 君描未（野田順子，PS遊戲《純愛手札2 Substories ～Memories Ringing On～》陽之下光片尾主題曲）
  - habit（野田順子，陽之下光形象歌曲）
  - Happy！Sparky！（野田順子，陽之下光形象歌曲）
- 日向莊Girl's歌曲精選(2) ～LOVE HINA～（King Records，10月3日）
  - （堀江由衣、倉田雅世、淺川悠、高木禮子、野田順子、雪乃五月、小林由美子，角色歌曲）
  - LOVE LABYRINTH（堀江由衣、淺川悠、野田順子、雪乃五月，角色歌曲）
- 數碼寶貝大冒險02 通往夏天的門（NEC網路頻道，10月3日）
  - Do I, Do You（野田順子 & 多田葵（豆丁獸 & 軟糖獸），角色歌曲）

2002年
- 數碼寶貝大冒險02 加長SCD「One Vision」（NEC網路頻道，1月10日）
  - Into Summer the DOORS（本宮大輔、華力斯、太刀川美美、豆丁獸、軟糖獸（木內玲子、宮原永海（日语：宮原永海）、前田愛、野田順子、多田葵），角色歌曲）
- 純愛手札2 Vol.10 ～陽光（ひかり）輝中～（科樂美音樂娛樂，2月28日）等
  - 青い翼（野田順子，廣播劇CD陽之下光形象歌曲）
- 純愛手札2 聲優歌曲集5（科樂美音樂娛樂，5月22日）等
  - Ringings go on forever（Hibikino Happy Bells（前田千亞紀、田村由香里、熊井統子、高野直子、橘光、小菅真美、山田美穗、村井每早、野村真弓、本井英美、鳥井美沙、野田順子），形象歌曲）
- 純愛手札2 快樂對話CD（科樂美音樂娛樂，5月，非賣品：廣播劇CD Vol.8～10全套購入者贈禮）
  - ！！'99 ～～（Hibikino Happy Project（高野直子、村井每早、橘光、野村真弓、熊井統子、田村由香里、前田千亞紀、小菅真美、鳥井美沙、野田順子、山田美穗、本井英美、增田由紀、神谷浩史、野島健兒、幸野善之、室園丈裕），PS遊戲《純愛手札2》形象歌曲）
- 「東京喵喵」加長SCD「戀A La Mode（日语：恋はア・ラ・モード）」（NEC網路頻道，6月5日）等
  - （東京喵喵（中島沙樹、嘉數由美、佐久間紅美、望月久代、野田順子），電視動畫《東京喵喵》片尾主題曲）
- 東京喵喵 角色歌曲集 CD！（NEC網路頻道，7月24日）等
  - Don't Cry（藤原石榴（野田順子），角色歌曲）
  - DANCIN' NIGHT（藤原石榴（野田順子），角色歌曲）
  -  (LOVE EXTENDED MIX ～ZAKURO SOLO～)（藤原石榴（野田順子），電視動畫《東京喵喵》片尾主題曲）
- 純愛手札 前往傳說中的地方 ～詩織、光、優紀子～（科樂美音樂娛樂，10月23日）等
  - 花華 ～HANA～（野田順子，陽之下光形象歌曲，作詞：J. Noda）
- We Love DiGiMONMUSiC 數碼寶貝大冒險02 DISC（NEC網路頻道，12月25日，數碼寶貝音樂百首紀念作品）
  -  ～赤衝～（本宮大輔、V仔獸、火田伊織、穿山獸、高石岳、巴達獸、一乘寺賢、蟲蟲獸（木內玲子、野田順子、浦和惠、山本大輔、松本美和、朴璐美、高橋直純），角色歌曲）

2003年
- 守護天使Guardian Angel SOUND COLLECTION（SCITRON DIGITAL CONTENTS，3月19日）等
  - 光糸（野田順子，PS2遊戲《守護天使Guardian Angel》片頭主題曲）
- 高機動幻想 ～嶄新之行軍歌～ SPECIAL Vol.2（先鋒LCD、Frontier Works，5月23日）
  - 青春三花（加藤祭 & 田邊真紀 & 東原野野實（野田順子、前田千亞紀、吉田真弓，角色歌曲）

2005年
- 「極上生徒會」加長SCD「偶然天使」（科樂美，5月25日）
  - 偶然天使（日语：偶然天使）（極上生徒會執行部（田村由香里、生天目仁美、野田順子、清水香里、澤城美雪），電視動畫《極上生徒會》片尾主題曲）
- 「極上生徒會」角色加長單曲Vol.2 / 執行部副會長 金城奈奈穗 & 銀河久遠（科樂美，8月3日）
  - Endless Way（野田順子，金城奈奈穗角色歌曲）
- TOKIMEKI MEMORIAL Original Maxi Single LIMITED 2005（科樂美，12月12日，TOKIMEKI CLUB原聲CD）
  - Because…（野田順子，陽之下光形象歌曲）

2006年
- 「落語天女」角色歌曲集（hree Fat Samurai、SOL BLADE，3月8日）
  - Digital Emotion（內藤晶（野田順子），角色歌曲）

2007年
- 「少年陰陽師」角色歌曲 風雅響詩 夏（Frontier Works、Marine ENTERTAINMENT（日语：マリン・エンタテインメント），2月23日）
  - 笑存在 ～意味～（小怪（野田順子），角色歌曲）
- 「少年陰陽師」角色歌曲 花鳥風月 ～月～（Frontier Works/Marine ENTERTAINMENT，7月6日）
  - 月夜行（小怪（野田順子），角色歌曲）

2008年
- 攜帶式手機版「純愛手札2」（科樂美net.DX，5月2日在手機內容發佈）
  - 想（野田順子，片頭主題曲，2009年5月27日公開完整合音版本）
  - Season -大切-（野田順子，片尾主題曲，2009年11月26日公開完整合音版本）
- 新保濕質感妙鼻貼（ametuti，7月10日網路發佈）
  - 女子（野田順子，特別內容「保西遊記 ～保成分探西～」主題歌曲）

2015年
- ！47CD in 福井（avex pictures，1月28日）
  - 越BLUE SKY（達絲琪（野田順子），角色歌曲）

2017年
- ONE PIECE Island Song Collection 08（avex pictures，9月27日）
  - 「始終町」（斯摩格 & 達絲琪（大場真人 & 野田順子），角色歌曲）

2018年
- 真·三國無雙8 角色歌曲集II ～Lieto～（Koei Tecmo Games，3月28日）
  - Shining Star（主唱、台詞：星彩（CV：野田順子、台詞：張苞（CV：阪口大助）），角色歌曲）
- 擁抱！光之美少女 聲優專輯 強大的♥喝采（日语：HUGっと!プリキュア サウンドアルバム）（Marvelous，7月4日）
  - ☆！（哈利哈姆·哈利（野田順子 & 福島潤），角色歌曲）

### 地下音樂
NODAJUN HOUSE
| 枚數 | 發行日期       | 名稱 | 規格編號  | 最高排名 |
| ---- | -------------- | --- | --------- | -------- |
|      | 2007年2月3日   | From the Heart （作詞：J. Noda） （，作詞：&TAMMY） （J.Noda LIVE 2007 ～my own self～ 會場限定發行，7月7日起於music.jp進行網路發佈） | NDJH-0001 |          |
|      | 2010年10月31日 | 譚海 雪伊勢 花散下墓 鬼 （民謠朗讀CD，於首場TRICK or TREAT vol.10 ～！～現場進行發售） |           |          |
|      | 2013年10月30日 | Thanks！ Thanks！☆（作詞、作曲：J. Noda） 夜空星 ～yozoraboshi～（作詞、作曲：J. Noda） 想（作詞、作曲：J. Noda） 約束（作詞、作曲：J. Noda） 華（作詞、作曲：J. Noda） 自由空間（作詞、作曲：J. Noda） （2013年10月19日於紀念自身出道20週年演唱會Nodajun LIVE 2013 ～Debut 20th Anniversary～的活動中先行販售） |           |          |

未CD化樂曲
- my own self（2006年11月12日於TRICK or TREAT vol.5 野田一家LIVE ～再上！～、2007年2月3日J. Noda LIVE 2007 ～my own self～的活動中演奏，2012年6月27日於動畫王國、7月7日起music.jp進行網路發佈，6月30日起在iTunes進行DL販售，作詞：野田順子）
- 園 ～paradiso （D-Quintet的另一種版本，2008年11月22日於TRICK or TREAT vol.8 Nodajun READING LIVE的活動中演奏，作詞、作曲：野田順子）

Sorrel
| 枚數 | 發行日期       | 名稱 | 規格編號 | 最高排名 |
| ---- | -------------- | --- | -------- | -------- |
| 1st  | 1999年4月18日  | Debut Single Make!!（作詞：Sorrel） Showgirl Day（作詞：Sorrel） （青二音樂團體「Sorrel」結成發表會限定發行）                                                        |          |          |
| 2nd  | 2001年11月18日 | Sorrel Second single Driving（作詞：Sorrel） I miss you （作詞：&TAMMY） （於J.Noda LIVE 2001 ～Toughen up！的活動中先行販售）                                       |          |          |
|      | 2005年1月10日  | Sorrel Single Selection Make!!（作詞：Sorrel） Showgirl Day（作詞：Sorrel） Driving（作詞：Sorrel） （於TRICK or TREAT vol.1 -笑門福！新春 TALK LIVE -會場限定發行） |          |          |
| 3rd  | 2009年5月3日   | Sorrel^3 Keep Smiling（作詞、作曲：Junko Noda） （作詞、作曲：Junko Noda） （Sorrel^3（それるさんじょう）會場限定發行）                                                              |          |          |

未CD化樂曲（2009年5月3日「Sorrel^3」的活動中演奏）
Tea-Cups
| 枚數 | 發行日期     | 名稱                                                                                        | 規格編號    | 最高排名 |
| ---- | ------------ | ------------------------------------------------------------------------------------------- | ----------- | -------- |
| 1st  | 2002年7月7日 | Wonder Life（作詞：漣） here... （Tea-Cups Vol.2 ～野田順子 Birthday Party～ 會場限定發行） | NINOMY-0001 |          |

Bullet 77
| 枚數 | 發行日期      | 名稱                                                           | 規格編號    | 最高排名 |
| ---- | ------------- | -------------------------------------------------------------- | ----------- | -------- |
| 1st  | 2004年2月23日 | bullet 77 happy berry （A&I Records NIGHTS Vol.4會場限定發行） | A&I Records |          |

未CD化樂曲（下列音樂都在2004年5月27日的Bullet 77 LIVE ～Going on！～、同年8月1日的Bullet 77 LIVE ～Believe in love～ 的活動中演奏）
- europa
- Bullet Girl

D-Quintet
| 枚數 | 發行日期      | 名稱 | 規格編號 | 最高排名 |
| ---- | ------------- | --- | -------- | -------- |
| 1st  | 2007年12月8日 | DISCOVERY/園 ～Paradiso DISCOVERY（作曲：J-Dolphin） 園 ～Paradiso（作詞：D-Quintet） （「D-Quintet 2nd LIVE ～D5 2.01 上」會場限定發行） | DQM-0001 |          |
| 2nd  | 2009年7月5日  | /月眠頃 （作曲：J-Dolphin） 月眠頃 （「D-Quintet 4th LIVE Thank you ～味」會場限定發行）                                                  | DQM-0002 |          |

未CD化樂曲（下列音樂都在2008年11月8日「D-Quintet 3rd LIVE ～五人囃子118118」、2017年3月11日「☆☆D-Quintet 6th LIVE☆☆五人囃子百歌繚presents『15周年過勝手祝SHOW！』」的活動中演奏）
- 五人囃子百歌繚
- 五人囃子百歌繚（作詞、作曲：J-Dolphin）

其它未CD化樂曲
- （TOKIMEKI ALL STARS、TOKIMEKI MEMORIAL SUPER LIVE中全3場演奏）
- Dear My Friends（珠乃 to 珠瑚 with MT、2003年3月20日於「花見分 de ～」的活動中演奏，作詞：珠乃 to 珠瑚 with MT）
- （-2，2008年7月20日「男女♂♀vol.3 -編」、同月26日「編」的活動中演奏）
- ！（同上）
- （TABENA（木部佳菜繪、志藤彩那、野田順子）、2016年7月18日「？」的活動中演奏）

### 特別參加/節目企劃/選集作品
2000年
- 3/置鮎龍太郎（meldac ～優～ Vol,3，7月26日）
  - LOVE IS ALIVE（置鮎龍太郎 featuring 野田順子）

2001年
- VINTAGE（King Records，3月7日，廣播節目《ES時間 電台的時間》企劃專輯）
  - 輝（野田順子，自身企劃製作歌曲）
  - Let's sing a song（ARTISTS UNITED ES HOUR（金月真美、野田順子、豐真千子、有島萌優、牧島有希、水樹奈奈、鬼塚））
  - （animate購入特典SCD「交換小『推理小』」）
- Believe ～在那裡注意到你～（日语：ESアワー ラジヲのおじかん#Believe 〜気づけばそこに〜）（King Records，10月30日，廣播節目《ES時間 電台的時間》企劃加長SCD）等
  - Believe ～～（金月真美、野田順子、豐真千子、有島萌優、牧島有希、水樹奈奈、鬼塚〈作詞也由左邊7為配音員撰寫〉）
  - Smile Smile（金月真美、野田順子、豐真千子、有島萌優、牧島有希、水樹奈奈、鬼塚）

2002年
- 天才「百人一首」（SUPER STOP，10月20日）
  - （（野田順子、芝田吾郎），作詞）

2003年
- 天才「百人一首2」（SUPER STOP，4月1日）

2004年
- 天才ばかばんど「百人一首3」（天ばか印唱片，6月1日）

2005年
- 橘子新樂園「小姐！請你給我愛」（Sony Music Records，6月8日，與小松里歌、前田愛、牧島有希作為合音一同參加）

2006年
- 天才「百人一首4」（天ばか印唱片，3月20日）
  - （〈野田順子、芝田吾郎、〉）

## 腳註

## 外部連結
- KeKKe Corporation所屬期間的聲優簡介 （日語）
- TAB Production所屬期間的聲優簡介 （日語）
- NODAJUN HOUSE （页面存档备份，存于） （日語）－野田順子的官方個人網站。
- 野田順子 (NODA_JUN)的X（前Twitter） （日語）
- 音樂組合「D-Quintet」公式官網 （页面存档备份，存于） （日語）